# Wereldkampioenschap wegrace 1975
Het wereldkampioenschap wegrace seizoen 1975 was het 27e in de geschiedenis van het door de FIM georganiseerde wereldkampioenschap wegrace.

## Algemeen
FIM
Tijdens het FIM-congres in oktober 1974 was besloten dat de Formule 750 in 1975 zou worden verreden met motorfietsen van 300- tot 750 cc, waarvan er slechts 25 verkocht hoefden te zijn in plaats van 200. Voor de Grands Prix werden vaste tijden vastgesteld: 30 minuten voor de 50cc-klasse en 45 minuten voor de overige klassen. Vooral MV Agusta wilde langere races, omdat haar viertaktmotoren minder benzine verbruikten dan de tweetaktmotoren, die dus grotere (zwaardere) tanks moesten gebruiken óf tankstops moesten maken. De Snaefell Mountain Course en het circuit van Opatija werden definitief afgekeurd en zouden vanaf 1976 hun WK-status verliezen en de circuits van Imatra en Brno moesten ingrijpend verbeterd worden.
De FIM eiste van de organisatoren een minimum van vier klassen. Een aantal van hen nodigde dat aantal ook uit. Enerzijds was dat gunstig omdat nu in elk geval alle klassen op dezelfde dag konden worden afgewerkt, maar anderzijds werd hen ook wel verweten dat ze met een minimum aan kosten (start- en prijzengelden) een maximum aan inkomsten hadden.
Merken/ Teams
Nadat Van Veen gestopt was met haar race-activiteiten bood men de fabrieksracers te koop aan. De voormalige fabriekscoureurs konden de machines voor 26.000 gulden kopen, anderen voor 35.000 gulden. Ángel Nieto maakte van die gelegenheid gebruik, maar wilde er wel graag een monteur bij. Jan de Vries was echter niet beschikbaar omdat hij werkte aan de Van Veen-Kreidler crossmotoren en Jaap Voskamp was bezet door zijn werk aan het Van Veen OCR 1000-project. Toch hielp de Vries Nieto waar hij kon en de machine bleef onofficieel dan ook nog steeds "Van Veen-Kreidler" heten. Julien van Zeebroeck kocht een Van Veen-Kreidler met steun van de Belgische Kreidler-importeur.
Kawasaki was al actief in de 750cc-klasse, maar presenteerde voor het seizoen 1975 ook een 250cc-racer, een tandemtwin. De 500cc-Kawasaki H 1 R kreeg waterkoeling.
Harley-Davidson kwam in het seizoen 1975 ook met een tweecilinder tweetaktmotor in de 500cc-klasse uit. De fabrieksracer was voor Walter Villa, maar men maakte replica's voor Michel Rougerie en het Italiaanse talent Mimmo Cazzaniga. De 350cc-Harley’s waarmee Villa en Rougerie uitkwamen maten slechts 260 cc. Zij gebruikten de 350cc-races dan ook alleen als extra training voor de 250cc-races.
Bij Morbidelli had constructeur Jorg Möller, die in 1974 van Van Veen was overgekomen, nu eindelijk zijn eigen motorfietsen kunnen bouwen. In de 125cc-klasse waren die in handen van Paolo Pileri en Pier Paolo Bianchi sterk genoeg voor de eerste twee plaatsen in het wereldkampioenschap, vooral omdat de betrouwbaarheid verbeterd was. Na de eerste Grand Prix in Frankrijk vroeg Ángel Nieto tevergeefs om ook een Morbidelli te mogen rijden.
BMW werd in de zijspanklasse definitief afgetroefd door de tweetaktmotoren. Terwijl Klaus Enders in 1974 nog wereldkampioen was geworden, haalde de snelste BMW in de openings-GP in Frankrijk niet eens punten: Otto Haller/Erich Haselbeck werden met de ex-Auerbacher-BMW elfde.
Piovaticci trok Jan Thiel en Martin Mijwaart als constructeurs aan. Hun 50cc-racer kon vanaf het begin van het seizoen in handen van Eugenio Lazzarini goed meekomen, maar een 125cc-exemplaar kwam pas halverwege het seizoen in Assen aan de start. De machine was toen in elk geval nog veel te zwaar.
In november 1975 maakte Yamaha plotseling bekend te zullen stoppen met alle race-activiteiten. Dat betekende dat alle fabrieksrijders op straat stonden, maar velen konden verder als semi-fabrieksrijder, gesteund door hun importeur.
Kort na de mededeling dat Yamaha zou stoppen, kwam eenzelfde bericht van Suzuki. Dat sloeg de hoop van een aantal coureurs op een fabriekscontract bij Suzuki in de grond.
Coureurs
Al na enkele races was het duidelijk dat het contract met Phil Read door MV Agusta in 1976 niet verlengd zou worden. Read was zeer ontevreden over zijn machines en de sfeer in het team was zeer slecht. Daar stond tegenover dat Giacomo Agostini juist weer toenadering tot het team zocht. Tijdens de GP's was hij er regelmatig op bezoek en met name in Oostenrijk, waar hij in de zestiende ronde met zijn Yamaha was uitgevallen, zorgde hij nog tijdens de race voor wat gezelligheid bij het team van MV Agusta. In oktober 1975 reed Read in de Race of the South op de 750cc-Suzuki van Barry Sheene.
Patrick Pons ging niet op een aanbod van MV Agusta in omdat hij zich nog te onervaren achtte voor de zware 500cc-machines. Hij bleef voor de Franse Yamaha-importeur Sonauto in de 250cc-klasse rijden.
Teuvo Länsivuori testte al in december 1974 Suzuki's in de Verenigde Staten. Eind december tekende hij volgens de Finse krant Helsingin Sanomat ook een contract voor de 500- en de 750cc-klasse.
Boet van Dulmen kreeg opnieuw, net als in 1974, fabrieksracers van MZ. Ze werden zelfs persoonlijk aangeboden door ingenieur Walter Kaaden rijdens de motorrai. In het WK scoorde van Dulmen met de MZ's, waarmee hij op eigen verzoek alleen in de 250cc-klasse startte, geen enkel punt.
Gianfranco Bonera schakelde zichzelf voorlopig uit toen hij in Modena tijdens een voorjaarsrace een strobaal raakte waarbij zijn bovenbeen brak. Hij viel niet en kon nog rijdend de pit bereiken. Gedurende het eerste deel van het seizoen werd hij bij het team van MV Agusta vervangen door Armando Toracca.
Rudi Kurth had het hele seizoen 1974 gebruikt om zijn CAT-Crescent zijspancombinatie betrouwbaar te maken, maar was daar niet in geslaagd. Ook in 1975 was hij vaak bij de snelsten, maar hij viel steeds uit.
Hideo Kanaya was na het overlijden van Jarno Saarinen in 1973 naar Japan gereisd. Yamaha trok haar fabrieksteam voor dat jaar terug, maar in 1974 lag hij bijna het hele jaar in het ziekenhuis. In 1975 keerde hij als fabrieksrijder terug en werd derde in de 500cc-klasse.
Johnny Cecotto maakte indruk in de Daytona 200 en in de eerste races van het wereldkampioenschap met de productieracers die hij van de Venezolaanse Yamaha-importeur Venemotos kreeg. Yamaha Motor Company nam hem echter na de GP van Spanje op in haar fabrieksteam.
Henk van Kessel startte het seizoen met het Bridgestone-blok dat hij al een jaar eerder van Jos Schurgers had overgenomen. In de Grand Prix van Belgie had hij een "nieuwe" machine, nu AGV Condor genoemd.
Door het wegblijven van vrijwel alle WK-rijders op het eiland Man had Chas Mortimer een goede week: Hij won de Lightweight 250 cc TT, werd tweede in de Production TT en de Junior TT en derde in de Senior TT.
Races
De organisatie in Imola verliep bepaald niet zoals het hoorde. De 500cc-klasse startte met een uur en een kwartier vertraging. Het publiek, dat al de hele dag in de hete zon zat, vierde hierna de overwinning van Agostini door de baan op te lopen en toen hierdoor weer vertraging ontstond besloot men de zijspanrace gewoon af te gelasten.
Hoewel geen enkele toprijder naar het eiland Man reisde, had de Isle of Man TT over belangstelling niet te klagen. Er waren 78 inschrijvingen voor de Lightweight 250 cc TT, 85 voor de Junior TT en de Senior TT en ook 85 voor de beide (500- en 1.000 cc) Sidecar TT's.
De TT van Assen bestond in 1975 50 jaar, maar na de dood van Rolf Thiele in de 250cc-race werden de feestelijkheden op een laag pitje gezet.
Nadat ze in 1971 uit protest het enige toilet in het rennerskwartier in Finland in brand hadden gestoken, kwamen de coureurs in 1975 bijna in een vakantiepark terecht. Het rennerskwartier lag aan een rivier, er waren voldoende toiletten en douches en bovendien kon men na de bootreis van Zweden naar Finland een korte vakantie houden met uitstekend weer. Pas toen de trainingen begonnen begon het hevig te regenen.
De Masaryk-Ring in Tsjecho-Slowakije was op last van de FIM flink gewijzigd. De gevaarlijke stukken door dorpen en de stad Brno waren eruit en het was veel veiliger. Vreemd was wel dat juist de nieuwe ingevoegde stukken asfalt zodanig vol met bulten en kuilen zaten dat de coureurs na de eerste trainingen controleerden of hun frames niet gebroken waren. Bovendien stonden er nog steeds vangrails langs de baan en verbood de organisatie zonder aanwijsbare redenen het gebruik van slicks. Door het gedwongen gebruik van regenbanden op de droge baan vlogen twee zijspancombinaties van de baan nadat het loopvlak van de achterband had losgelaten. Hoe ondeskundig en eigenwijs de organisatie was bleek uit het feit dat Tony Mills van Dunlop Tyres en Claude Cortignie van Michelin een gezamenlijke brief opstelden waarin ze alle verantwoordelijkheid voor deze beslissing afwezen. De races in Tsjecho-Slowakije bleven flink bezocht: naar schatting 265.000 toeschouwers waarvan 150.000 uit de DDR. In deze race werden de wereldtitels in de 350- en de 500cc-klasse beslist.
Nadat alle wereldtitels vast stonden kwam er slechts drie fabrieksteams naar de GP van Joegoslavië: MZ, Piovaticci en Morbidelli. Dat laatste leek vreemd, want beide fabrieksrijders herstelden van beenbreuken: Paolo Pileri in het ziekenhuis van Pesaro en Pier Paolo Bianchi thuis. Ze werden echter vervangen door Dieter Braun en Luigi Conforti en die moesten Kent Andersson van de overwinning af houden om te zorgen dat Bianchi zijn tweede plaats in het wereldkampioenschap niet zou verliezen.

## Overleden
- Peter McKinley verongelukte op 28 mei tijdens de trainingen voor de Isle of Man TT met een Yamaha TZ 500 bij Milntown, toen hij net met een Yamaha TZ 350 de snelste trainingstijd voor de Junior TT gereden had. Peter McKinley werd postuum 25e in het WK 500 cc, 42e in het WK 350 cc en 30e in het WK 250 cc.
- Op 4 mei verongelukte Phil Gurner met een tot 351 cc opgeboorde Yamaha TZ 350 tijdens de Senior TT, eveneens in Milntown.
- Op 28 juni overleed de Duitse coureur Rolf Thiele na een val tijdens de TT van Assen. Hij overleed na een operatie aan hoofdletsel in het ziekenhuis. Rolf Thiele werd postuum 24e in het WK 125 cc.
- Op 7 september verongelukte Nico van der Zanden tijdens de Formule 750 race in Assen. Bij een val vlak voor de finish brak hij zijn nek en hij overleed ter plaatse. Nico van der Zanden werd postuum 30e in het WK 250 cc.

## Puntentelling
|         | 1e | 2e | 3e | 4e | 5e | 6e | 7e | 8e | 9e | 10e |
| Punten: | 15 | 12 | 10 | 8  | 6  | 5  | 4  | 3  | 2  | 1   |

## Aantal (tellende) wedstrijden
Het vastgestelde aantal van tien wedstrijden per soloklasse was in 1975 weer losgelaten. In de 125-, 350- en 500cc-klasse waren er weliswaar tien wedstrijden, maar de 250cc-klasse kreeg er elf en de 50 cc en de zijspanklasse kregen slechts acht wedstrijden, maar door de afgelasting van de zijspanrace in Italië reden de zijspannen slechts zeven wedstrijden.
Om het aantal tellende resultaten te bepalen moest men bij een even aantal races dit aantal halveren en er één bij optellen. Bij een oneven aantal werd er eerst een bij opgeteld en dit getal werd dan gehalveerd.
| Klasse  | Races | Tellend |
| ------- | ----- | ------- |
| 50 cc   | 8     | 5       |
| 125 cc  | 10    | 6       |
| 250 cc  | 11    | 6       |
| 350 cc  | 10    | 6       |
| 500 cc  | 10    | 6       |
| zijspan | 7     | 4       |

## 500cc-klasse
Het seizoen van de 500 cc-rijders begon met drie fabrieksteams: MV Agusta, Yamaha en Suzuki. Bij MV Agusta rommelde het omdat Phil Read niet tevreden was over zijn machines en Suzuki werd geplaagd door pech en valpartijen, vooral van Teuvo Länsivuori. Giacomo Agostini werd wereldkampioen, maar de titelstrijd werd pas in de laatste race beslist.
Frankrijk, Le Castellet
Bij de openingsrace in Frankrijk had Teuvo Länsivuori met zijn Suzuki RG 500 de snelste trainingstijd gereden. Hij nam ook de leiding in de race, maar viel na enkele ronden uit door een kapotte versnellingsbak. Toen ontstond een spannende race tussen de Yamaha-fabrieksrijders Giacomo Agostini en Hideo Kanaya, dat door Agostini met slechts een halve seconde voorsprong gewonnen werd. Phil Read (MV Agusta) kreeg weinig respect van zijn tijdelijke teamgenoot Armando Toracca, die mocht invallen voor de geblesseerde Gianfranco Bonera. Toracca dwong Read te vechten om de derde plaats. Daardoor lag dit duo ruim achter de beide Yamaha's, maar Read werd derde met 1,4 seconden voorsprong op Toracca.
Oostenrijk, Salzburgring
De start in Oostenrijk werd vertraagd omdat Barry Sheene, die van de wedstrijdarts een startverbod had gekregen omdat zijn been na een val in de Daytona 200 nog niet genezen was, toch aan de start verscheen. Toen Sheene na veel discussie verwijderd was bleek Agostini op een (verboden) slickband te staan. Een aantal coureurs wezen de organisatie hierop, maar Agostini mocht toch starten. Uiteindelijk verliep de start vrij rommelig omdat de machines zo koud geworden waren dat ze moeilijk aansloegen. De Yamaha's van Agostini en Kanaya waren in de training al twee volle seconden sneller geweest dan de concurrentie en Agostini ging zestien ronden lang aan de leiding van de race. Toen liep zijn Yamaha weer vast (dat was hem in de 350cc-race ook al overkomen) en Kanaya won onbedreigd. Länsivuori werd tweede en Phil Read werd derde.
Duitsland, Hockenheim
In Hockenheim had Teuvo Länsivuori als snelste getraind, maar hij had een erg slechte start. Invaller Armando Toracca was als eerste weg, maar werd al in de eerste ronde ingehaald door zijn kopman Phil Read. Toracca had ook geen antwoord op de aanvallen van Giacomo Agostini en viel in de zesde ronde zelfs uit. Tegen de verwachting in kon Read zelfs voor Agostini blijven, mogelijk omdat het in Hockenheim toch vooral op de pure snelheid van de MV Agusta aan kwam. Er ontstond een enorm gevecht om de leiding, waarbij zowel Agostini als Read soms aan de kop reden. Uiteindelijk reed Agostini een nieuwe snelste ronde en hij won vóór Read. Länsivuori had zijn slechte start toch nog redelijk goed gemaakt en werd derde.
Nations Grand Prix, Imola
Na de spannende race in Hockenheim was die in Imola weer enigszins saai: Agostini leidde van start tot finish. Phil Read was kansloos, maar kon wel tweede worden vóór Agostini's teamgenoot Hideo Kanaya. De Suzuki's deden het weer slecht: Barry Sheene viel uit door een kapotte versnellingsbak en Teuvo Länsivuori viel, waarbij hij een sleutelbeen brak.
Isle of Man Senior TT, Mountain Course
De Senior TT werd gewonnen door Mick Grant met de nu watergekoelde Kawasaki H 1 R. Dat had alles te maken met de boycot van de races op Man door de belangrijkste coureurs. John Williams (Yamaha) werd tweede en Chas Mortimer (Yamaha) werd derde. Tijdens de Senior TT verongelukte Phil Gurner bij Milntown.
Nederland, Assen
Phil Read had in Assen al in de trainingen zijn dag niet. Hij kwalificeerde zich als vijfde achter Barry Sheene, Giacomo Agostini, Teuvo Länsivuori en zelfs Gianfranco Bonera, die voor het eerst fit genoeg was na zijn beenbreuk in Modena in het voorjaar. Net als in de 350cc-klasse was er een bliksemstart voor Wil Hartog, die vanaf de derde startrij als eerste weg was, terwijl Länsivuori zijn Suzuki bijna als laatste aan de praat kreeg. Phil Read nam ondanks de wegliggingsproblemen die hij met de MV Agusta 500 4C ondervond al snel de leiding over, gevolgd door Sheene en Agostini. Na vier ronden passeerden Agostini en Sheene Phil Read en ze begonnen ook meteen van hem weg te lopen. Sheene scheen Agostini makkelijk te kunnen volgen: hij reed steeds rechtop zittend achter hem, maar als Sheene Ago passeerde kon die ook weer makkelijk in de slipstream blijven. Ze wisselden dus wel een aantal malen van positie, maar geen van tweeën konden ze echt het verschil maken. De race werd dan ook pas op de streep beslist: Barry Sheene haalde de eerste overwinning voor zijn Suzuki RG 500, Agostini werd tweede en Phil Read werd derde.
België, Spa-Francorchamps
In België kwam het minder op het weggedrag van de machines aan en meer op de pure snelheid. Phil Read en Gianfranco Bonera wisten binnen vier ronden al een voorsprong van acht seconden op te bouwen op Barry Sheene. Die begon echter meer gas te geven en terwijl Agostini bij de pit uitviel kwam Sheene bij de twee leiders. In de voorlaatste ronde kwam Read alleen door; zowel Sheene als Bonera vielen uit. Daardoor schoof John Newbold (Suzuki) onverwacht naar de tweede plaats en Jack Findlay (Yamaha), die een tankstop had gemaakt, werd derde.
Zweden, Anderstorp
Phil Read kon zijn puntentotaal alleen verbeteren door in Zweden eerste of tweede te worden, maar Agostini hielp hem daarbij door op de tweede plaats liggend door een klapband te vallen. Barry Sheene lag toen al op kop en won de race ook. In de openingsfase had Teuvo Länsivuori aan de leiding gereden, maar hij viel toch wel vaak en dat gebeurde nu ook. Toen was Sheene intussen naar de leiding geklommen, want de beide Suzuki’s waren al in de trainingen de snelsten geweest. John Williams wist zijn tweecilinder Yamaha (een opgeboorde Yamaha TZ 350) nog voor Bonera als derde over de streep te brengen.
Finland, Imatra
Agostini won de Finse Grand Prix eigenlijk omdat iedereen rondom hem wegviel. De beide MV Agusta’s van Bonera en Read waren in de training het snelste, vóór Agostini, terwijl de tijd van Barry Sheene nogal tegenviel. Bij de start was Phil Read als eerste weg. Toen Agostini het gat had dicht gereden werd Read door Bonera in de rug gedekt. Sheene had al een achterstand, maar viel al vroeg in de race uit, waardoor Teuvo Länsivuori de vierde plaats overnam, ver achter de kopgroep. Agostini volgde Bonera op het oog rustig, haalde hem ook een paar keer in om vervolgens weer terug te vallen naar de derde plaats. Bij het begin van de tiende ronde was Phil Read plotseling verdwenen, uitgevallen door motorpech. Toen het gevecht tussen Bonera en Agostini om de leiding ging werd het ook feller. Men brak zelfs ronderecords, tot Bonera zich verremde en tegen zijn voormalige vervanger Armando Toracca (nu op een Suzuki onderweg) botste. Agostini kon de rest van de race op zijn gemak voltooien om te winnen. Länsivuori werd tweede en Jack Findlay werd derde.
Tsjecho-Slowakije, Brno
Toen bleek dat de race in Tsjecho-Slowakije over 17 ronden zou gaan brak er bij het team van Agostini enige paniek uit toen men ontdekte dat men de tankinstallatie niet had meegenomen. Een tankstop zou nodig zijn. Jack Findlay stelde zijn installatie én zijn monteur Derek Boot ter beschikking van het fabrieksteam. Hier trainden de Suzuki's van Länsivuori en Sheene het snelste, Read was derde en Agostini vierde. Read ging in de eerste ronde aan de leiding, maar Sheene haalde hem in om meteen daarna zijn Suzuki te parkeren. Länsivuori maakte jacht op Read, die om zijn laatste kleine kans op de wereldtitel vocht. Agostini bekeek het vanaf de derde plaats. Agostini ging in de tiende ronde tanken, maar Länsivuori reed zijn tank leeg, waardoor Ago vanzelf op de tweede plaats terechtkwam. Dat was genoeg om wereldkampioen te worden. Het was zijn vijftiende wereldtitel. Alex George werd ondanks een flinke schuiver toch nog derde.

### Uitslagen 500 cc
|    | Datum    | Race                     | Circuit           | 1e               | 2e               | 3e               | Poleposition      | Snelste ronde    |
| -- | -------- | ------------------------ | ----------------- | ---------------- | ---------------- | ---------------- | ----------------- | ---------------- |
| 1  | 30 maart | GP van Frankrijk         | Le Castellet      | Giacomo Agostini | Hideo Kanaya     | Phil Read        | Teuvo Länsivuori  | Hideo Kanaya     |
| 2  | 4 mei    | GP van Oostenrijk        | Salzburgring      | Hideo Kanaya     | Teuvo Länsivuori | Phil Read        | Giacomo Agostini  | Giacomo Agostini |
| 3  | 11 mei   | GP van Duitsland         | Hockenheim        | Giacomo Agostini | Phil Read        | Teuvo Länsivuori | Teuvo Länsivuori  | Giacomo Agostini |
| 4  | 18 mei   | GP des Nations           | Imola             | Giacomo Agostini | Phil Read        | Hideo Kanaya     | Giacomo Agostini  | Giacomo Agostini |
| 5  | 1-7 juni | Isle of Man TT           | Mountain Course   | Mick Grant       | John Williams    | Chas Mortimer    | Tony Rutter       | Mick Grant       |
| 6  | 28 juni  | TT van Assen             | Assen             | Barry Sheene     | Giacomo Agostini | Phil Read        | Barry Sheene      | Barry Sheene     |
| 7  | 6 juli   | GP van België            | Spa-Francorchamps | Phil Read        | John Newbold     | Jack Findlay     | Barry Sheene      | Barry Sheene     |
| 8  | 20 juli  | GP van Zweden            | Anderstorp        | Barry Sheene     | Phil Read        | John Williams    | Barry Sheene      | Barry Sheene     |
| 9  | 27 juli  | GP van Finland           | Imatra            | Giacomo Agostini | Teuvo Länsivuori | Jack Findlay     | Gianfranco Bonera | Giacomo Agostini |
| 10 | 24 aug.  | GP van Tsjecho-Slowakije | Masaryk-Ring      | Phil Read        | Giacomo Agostini | Alex George      | Teuvo Länsivuori  | Teuvo Länsivuori |

### Eindstand 500 cc
| Pos. | Coureur            | Motorfiets   | Ptn.    |
| ---- | ------------------ | ------------ | ------- |
| 1    | Giacomo Agostini   | Yamaha       | 84      |
| 2    | Phil Read          | MV Agusta    | 76 (96) |
| 3    | Hideo Kanaya       | Yamaha       | 45      |
| 4    | Teuvo Länsivuori   | Suzuki       | 40      |
| 5    | John Williams      | Yamaha       | 32      |
| 6    | Barry Sheene       | Suzuki       | 30      |
| 7    | Alex George        | Yamaha       | 30      |
| 8    | John Newbold       | Suzuki       | 24      |
| 9    | Armando Toracca    | MV Agusta    | 24      |
| 10   | Jack Findlay       | Yamaha       | 23      |
| 11   | Chas Mortimer      | Yamaha       | 23      |
| 12   | Karl Auer          | Yamaha       | 17      |
| 13   | Dieter Braun       | Yamaha       | 16      |
| 14   | Mick Grant         | Kawasaki     | 15      |
| 15   | Gianfranco Bonera  | MV Agusta    | 13      |
| 16   | Stan Woods         | Suzuki       | 12      |
| 17   | Horst Lahfeld      | König        | 11      |
| 18   | Christian Léon     | König/Yamaha | 9       |
| 19   | Billie Guthrie     | Yamaha       | 8       |
| 20   | Patrick Pons       | Yamaha       | 6       |
|      | Steve Tonkin       | Yamaha       | 6       |
|      | Steve Ellis        | Yamaha       | 6       |
|      | Olivier Chevallier | Yamaha       | 6       |
| 24   | Thierry Tchernine  | Yamaha       | 6       |
| 25   | Peter McKinley (†) | Yamaha       | 5       |
|      | Geoff Barry        | Yamaha       | 5       |
|      | Pentti Korhonen    | Yamaha       | 5       |

| Pos. | Coureur               | Motorfiets      | Ptn. |
| ---- | --------------------- | --------------- | ---- |
| 28   | Michel Rougerie       | Harley-Davidson | 4    |
|      | Charlie Williams      | Yamaha          | 4    |
|      | Alan North            | Harley-Davidson | 4    |
|      | Gérard Choukroun      | Yamaha          | 4    |
|      | Thierry van der Veken | Yamaha          | 4    |
|      | Marcel Ankoné         | Suzuki          | 4    |
| 34   | Tom Herron            | Yamaha          | 3    |
|      | Tony Rutter           | Yamaha          | 3    |
|      | Hans Stadelmann       | Yamaha          | 3    |
|      | Francis Hollebecq     | Yamaha          | 3    |
|      | Edmar Ferreira        | Yamaha          | 3    |
|      | Johnny Bengtsson      | Yamaha          | 3    |
|      | Hans Braumandl        | Yamaha          | 3    |
| 41   | Edu Celso-Santos      | Yamaha          | 2    |
|      | Bernard Fau           | Yamaha          | 2    |
|      | Helmut Kassner        | Yamaha          | 2    |
|      | Björn Hasli           | Yamaha          | 2    |
|      | Børge Nielsen         | Yamaha          | 2    |
| 46   | Kjell Solberg         | Yamaha          | 1    |
|      | Ruedi Keller          | Yamaha          | 1    |
|      | Les Kenny             | Yamaha          | 1    |
|      | Piet van der Wal      | Yamaha          | 1    |
|      | Jean-François Baldé   | Yamaha          | 1    |
|      | Pekka Nurmi           | Yamaha          | 1    |
|      | Seppo Kangasniemi     | Yamaha          | 1    |
|      | Anssi Resko           | Yamaha          | 1    |

(Punten tussen haakjes zijn inclusief streepresultaten)

### Constructeurstitel 500 cc
| Pos. | Constructeur | Ptn.     |
| ---- | ------------ | -------- |
| 1    | Yamaha       | 87 (131) |
| 2    | MV Agusta    | 78 (98)  |
| 3    | Suzuki       | 76 (86)  |
| 4    | König        | 20       |
| 7    | Kawasaki     | 15       |

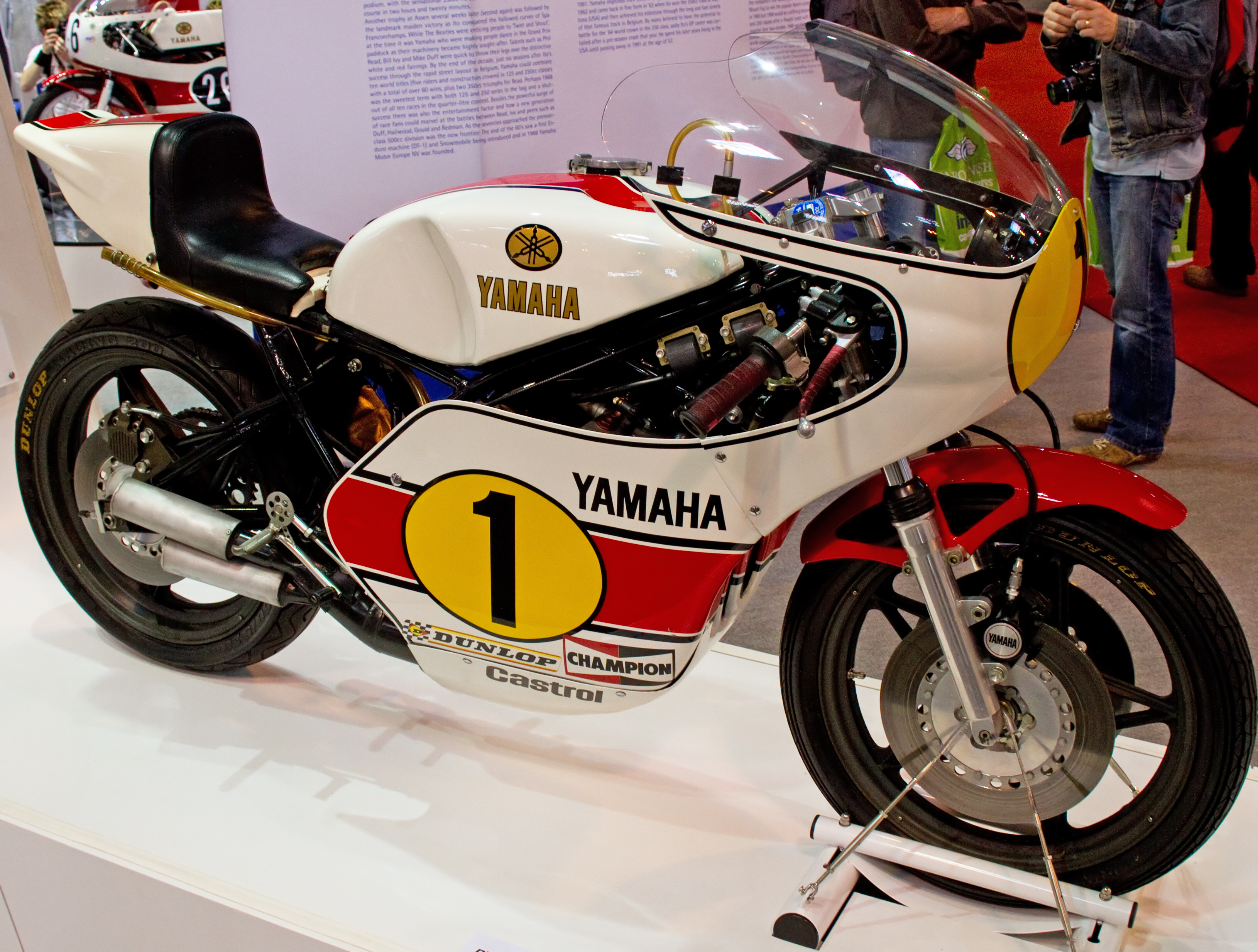
Yamaha YZR 500 van Giacomo Agostini

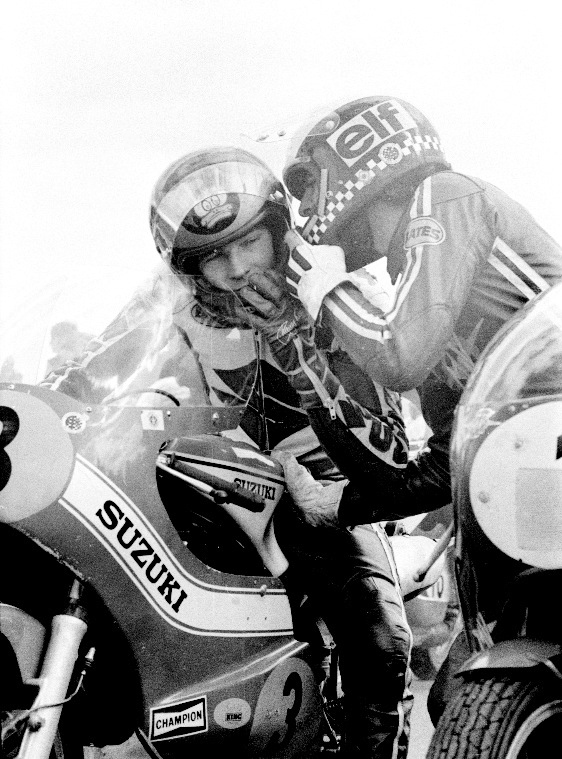
Barry Sheene en Phil Read in 1975

(Punten tussen haakjes zijn inclusief streepresultaten)

## 350cc-klasse

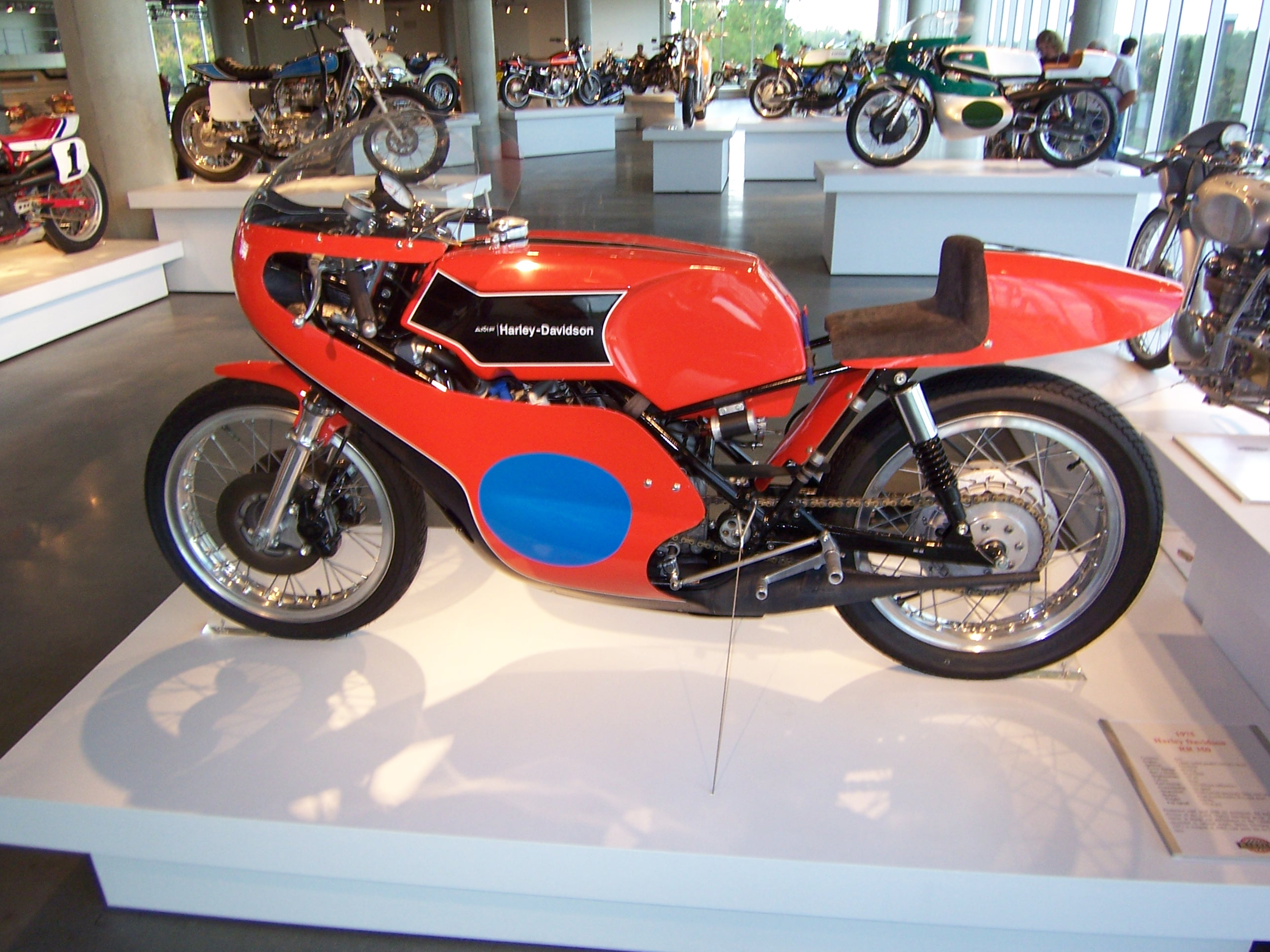
Harley-Davidson gebruikte in de 350cc-klasse deze machine, die slechts 260 cc mat. Voor Walter Villa was de 350cc-klasse meer bedoeld als training voor de 250 cc

Toen Harley-Davidson ook nieuwe 350cc-racers presenteerde, verwachtte men een strijd met de fabrieks-Yamaha van Giacomo Agostini. Walter Villa gebruikte de 350cc-races echter alleen als training voor de 250cc-klasse. Toch kreeg Agostini genoeg tegenstand om de wereldtitel mis te lopen: Johnny Cecotto was met zijn Yamaha TZ 350 sneller.
Frankrijk, Le Castellet
De Venezolaan Johnny Cecotto debuteerde in Frankrijk in het WK. Hij was bovendien de jongste van het veld en had al de 250cc-race gewonnen. Met zijn Yamaha nam hij ook in de 350cc-race meteen de leiding om die niet meer af te staan. Fabrieksrijder Giacomo Agostini kon hem niet volgen en werd tweede met 24 seconden achterstand. De Fransman Gérard Choukroun (Yamaha) werd in zijn thuiswedstrijd derde.
Spanje, Jarama
Zowel Víctor Palomo als Hideo Kanaya trainden in Jarama sneller dan Agostini, maar die leidde desondanks de race van start tot finish. Cecotto wist wel nog tweede te worden, voor Kanaya. Thuisrijder Victor Palomo werd met zijn SMAC-Yamaha vierde.
Oostenrijk, Salzburgring
De 350cc-race in Oostenrijk was weliswaar spannend, maar de grootste kanshebbers Cecotto en Agostini vielen al in de eerste ronde uit. Cecotto botste tegen de motor van de gevallen János Drapál. John Williams viel in dezelfde bocht tegelijkertijd met Drapál en hun machines schoven door de verkanting van de baan terug op het circuit. Er ontstond een gevaarlijke situatie doordat Drapál midden op het circuit terecht was gekomen en zich tussen de naderende coureurs door een weg naar veiligheid moest banen, terwijl Williams versuft op de baan lag. Drapál, die door een vastloper gevallen was, brak een arm en Williams brak een sleutelbeen. Agostini kreeg een vastloper. Hideo Kanaya nam voor Yamaha de honneurs waar, achtervolgd door Victor Palomo, tot die een lekke band kreeg. Toen nam Edu Celso-Santos met de door Ferry Swaep getunede Yamaha de tweede plaats over, maar hij moest Chas Mortimer en Jon Ekerold voorbij laten gaan. Mortimer kreeg ook een vastloper, Ekerold werd tweede en Celso-Santos werd derde.
Duitsland, Hockenheim
Ondanks zijn val in de 250cc-race in Hockenheim won Johnny Cecotto de 350cc-race. Dieter Braun had de beste start, maar in de tweede ronde passeerde Cecotto hem om niet meer bedreigd te worden. Victor Palomo nam de tweede plaats zelfs over van Braun, maar werd uiteindelijk zowel door Braun als door Patrick Pons weer ingelopen. Bij het ingaan van het Motodrome remde Palomo te laat en hij nam Pons in zijn val mee. Dieter Braun, tot dat moment vierde, kreeg zo de tweede plaats in de schoot geworpen. Pentti Korhonen (Yamaha) eindigde als derde.
Nations Grand Prix, Imola
Johnny Cecotto startte slecht in Imola, maar na een inhaalrace wist hij toch nog te winnen. Voor hij de eerste plaats veroverd had ging het gevecht om de leiding tussen Dieter Braun en Patrick Pons. Intussen reed Giacomo Agostini ook een geweldige race, want hij was als laatste vertrokken en wist nog tot vlak bij Cecotto te komen. Die bleek echter nog wat over te hebben en Agostini werd tweede vóór Patrick Pons.
Isle of Man Junior TT, Mountain Course
Charlie Williams won de Junior TT vóór Chas Mortimer en Tom Herron. De eerste 33 finishers reden een Yamaha TZ 350, maar de officiële teams waren niet op Man en dus ook geen machines van Harley-Davidson.
Nederland, Assen
Al tijdens de trainingen in Assen deden de privérijders het erg goed. Agostini was weliswaar de snelste, maar op de eerste startrij stonden ook Alex George, Dieter Braun, en Pentti Korhonen. Johnny Cecotto stond op de tweede startrij en had bovendien ook een slechte start. Wil Hartog had na problemen in de training slechts de 16e tijd, maar samen met George en Korhonen was hij bij de start als snelste weg en hij kwam na de eerste ronde als eerste door. Agostini had ook een slechte start en was toen slechts zevende. Hartog viel iets terug en kwam in een gevecht met Agostini terecht, terwijl de strijd om de leiding ging tussen George, Korhonen en Braun. Uiteindelijk won Dieter Braun, Korhonen werd tweede en George werd derde. De fabrieksrijders Agostini en Cecotto werden vierde en vijfde.
Finland, Imatra
Omdat België en Zweden geen 350cc-klasse hadden, hadden de 350cc-machines een maand rust gehad. Daardoor was de spanning in het WK ook gebleven, maar om nog kansen op de titel te houden moest Agostini in Finland wel winnen. Dat gebeurde niet: Johnny Cecotto was al in trainingen de snelste en startte ook het beste. Cecotto koos zijn ideale lijn op het stratencircuit van Imatra soms zelfs over het trottoir. Zijn voorsprong liep enorm op, mogelijk omdat de machine van Agostini niet goed liep. De slecht gestarte Patrick Pons kon hem zelfs nog passeren. In de zestiende ronde pakte Agostini de tweede plaats weer terug en hield die ook vast, maar Cecotto kon hij niet meer bereiken.
Tsjecho-Slowakije, Brno
Johnny Cecotto werd 350 cc-kampioen toen Agostini in de vijfde ronde van de Grand Prix van Tsjecho-Slowakije uitviel. In de negende ronde viel Cecotto door een gebroken schakelpedaal ook uit, maar de titel was toen al zeker. De strijd om de eerste plaats ging tussen Otello Buscherini (Yamaha), Dieter Braun, Tom Herron, Olivier Chevallier en Patrick Pons. Uiteindelijk was Buscherini de snelste, gevolgd door Chevallier en Víctor Palomo, die in de laatste ronden nog een aantal mensen had ingehaald.
Joegoslavië, Opatija
Nadat Dieter Braun in Joegoslavië de 250cc-klasse had gewonnen en als invaller bij Morbidelli ook de 125cc-klasse, was het mogelijk dat een coureur drie wedstrijden op één dag zou winnen. Dat was niet meer gebeurd sinds de dagen van Mike Hailwood. Tom Herron had de beste start, maar hij had een beetje geluk omdat hij voor een reparatie van zijn machine rechts voor de startplaatsten was gaan staan. Hij kon niet meer terug naar zijn officiële startpositie en duwde zijn machine dus vanuit de voorkant van het startveld aan. Hij werd al snel voorbij gegaan door Dieter Braun. Pentti Korhonen pakte de tweede plaats maar had enige achterstand. Hij begon in te lopen op Braun, maar in de 15e ronde viel die uit. Pentti Korhonen won zo zijn eerste Grand Prix, Otello Buscherini werd tweede en Chas Mortimer werd derde.

### Uitslagen 350 cc
|    | Datum    | Race                     | Circuit         | 1e                | 2e                 | 3e               | Poleposition      | Snelste ronde    |
| -- | -------- | ------------------------ | --------------- | ----------------- | ------------------ | ---------------- | ----------------- | ---------------- |
| 1  | 30 maart | GP van Frankrijk         | Le Castellet    | Johnny Cecotto    | Giacomo Agostini   | Gérard Choukroun | Johnny Cecotto    | Johnny Cecotto   |
| 2  | 20 april | GP van Spanje            | Jarama          | Giacomo Agostini  | Johnny Cecotto     | Hideo Kanaya     | Víctor Palomo     | Johnny Cecotto   |
| 3  | 4 mei    | GP van Oostenrijk        | Salzburgring    | Hideo Kanaya      | Jon Ekerold        | Edu Celso-Santos | Hideo Kanaya      | Hideo Kanaya     |
| 4  | 11 mei   | GP van Duitsland         | Hockenheim      | Johnny Cecotto    | Dieter Braun       | Pentti Korhonen  | Giacomo Agostini  | Johnny Cecotto   |
| 5  | 18 mei   | GP des Nations           | Imola           | Johnny Cecotto    | Giacomo Agostini   | Patrick Pons     | Hideo Kanaya      | Giacomo Agostini |
| 6  | 1-7 juni | Isle of Man TT           | Mountain Course | Charlie Williams  | Chas Mortimer      | Tom Herron       | Tony Rutter       | Alex George      |
| 7  | 28 juni  | TT van Assen             | Assen           | Dieter Braun      | Pentti Korhonen    | Alex George      | Walter Villa      | Johnny Cecotto   |
| 8  | 27 juli  | GP van Finland           | Imatra          | Johnny Cecotto    | Giacomo Agostini   | Patrick Pons     | Johnny Cecotto    | Patrick Pons     |
| 9  | 24 aug.  | GP van Tsjecho-Slowakije | Masaryk-Ring    | Otello Buscherini | Olivier Chevallier | Víctor Palomo    | Johnny Cecotto    | Víctor Palomo    |
| 10 | 21 sept. | GP van Joegoslavië       | Opatija         | Pentti Korhonen   | Otello Buscherini  | Chas Mortimer    | Otello Buscherini | Pentti Korhonen  |

### Eindstand 350 cc
| Pos. | Coureur                | Motorfiets    | Ptn.    |
| ---- | ---------------------- | ------------- | ------- |
| 1    | Johnny Cecotto         | Yamaha        | 78      |
| 2    | Giacomo Agostini       | Yamaha        | 59      |
| 3    | Pentti Korhonen        | Yamaha        | 48 (49) |
| 4    | Dieter Braun           | Yamaha        | 47      |
| 5    | Patrick Pons           | Yamaha        | 32      |
| 6    | Chas Mortimer          | Maxton-Yamaha | 31      |
| 7    | Gérard Choukroun       | Yamaha        | 28      |
| 8    | Otello Buscherini      | Bimota-Yamaha | 27      |
| 9    | Tom Herron             | Yamaha        | 26      |
| 10   | Hideo Kanaya           | Yamaha        | 25      |
| 11   | Víctor Palomo          | SMAC-Yamaha   | 22      |
| 12   | Alex George            | Yamaha        | 20      |
| 13   | Philippe Coulon        | Yamaha        | 16      |
| 14   | Charlie Williams       | Maxton-Yamaha | 15      |
| 15   | Hans Stadelmann        | Yamaha        | 14      |
| 16   | Jon Ekerold            | Yamaha        | 13      |
| 17   | Olivier Chevallier     | Yamaha        | 12      |
| 18   | Edu Celso-Santos       | Yamaha        | 12      |
| 19   | Karl Auer              | Yamaha        | 12      |
| 20   | Jean-Louis Guignabodet | Yamaha        | 8       |
|      | Steve Tonkin           | Yamaha        | 8       |
|      | Bruno Kneubühler       | Yamaha        | 8       |
|      | Christian Huguet       | Yamaha        | 6       |
|      | Derek Chatterton       | Chatt-Yamaha  | 6       |
|      | Franz Kunz             | Yamaha        | 6       |
| 26   | Jean-François Baldé    | Yamaha        | 5       |

| Pos. | Coureur            | Motorfiets      | Ptn. |
| ---- | ------------------ | --------------- | ---- |
|      | Toni Mang          | SMZ             | 5    |
|      | Giovanni Proni     | Yamaha          | 5    |
|      | Billie Guthrie     | Yamaha          | 5    |
|      | Wil Hartog         | Yamaha          | 5    |
|      | Billie Henderson   | Yamaha          | 5    |
| 32   | Marco Lucchinelli  | Yamaha          | 4    |
|      | Gerry Mateer       | Yamaha          | 4    |
|      | Mario Lega         | Yamaha          | 4    |
| 35   | Max Wiener         | Yamaha          | 4    |
| 36   | Philippe Bouzanne  | Yamaha          | 3    |
|      | Walter Villa       | Harley-Davidson | 3    |
|      | Geoff Barry        | Yamsel          | 3    |
|      | Tony Rutter        | SMAC-Yamaha     | 3    |
|      | Boet van Dulmen    | Yamaha          | 3    |
|      | Tapio Virtanen     | Yamaha          | 3    |
| 42   | Peter McKinley (†) | Yamaha          | 3    |
| 43   | Les Kenny          | Yamaha          | 2    |
|      | Guido Mandracci    | Yamaha          | 2    |
|      | Noel Clegg         | Yamaha          | 2    |
|      | János Reisz        | Yamaha          | 2    |
| 47   | Kjell Solberg      | Yamaha          | 1    |
|      | John Williams      | Yamaha          | 1    |
|      | Martin Sharpe      | Yamaha          | 1    |
|      | John Dodds         | Yamaha          | 1    |
|      | Peter Baláž        | Yamaha          | 1    |

(Punten tussen haakjes zijn inclusief streepresultaten)

### Constructeurstitel 350 cc
| Pos. | Constructeur          | Ptn.     |
| ---- | --------------------- | -------- |
| 1    | Yamaha                | 90 (145) |
| 2    | Dugdale Maxton Yamaha | 15       |
| 3    | Danfay-Yamaha         | 12       |

(Punten tussen haakjes zijn inclusief streepresultaten)

## 250cc-klasse

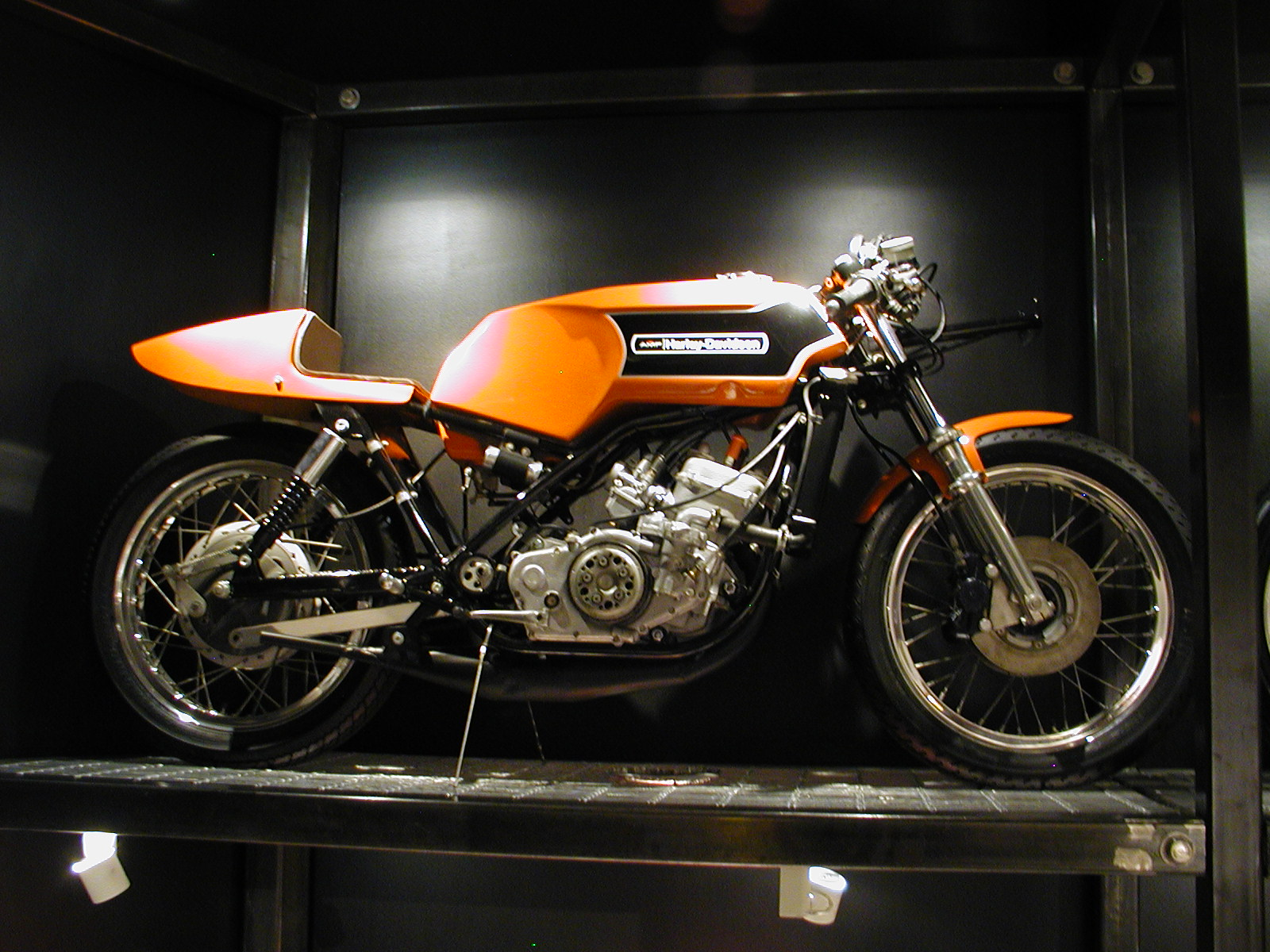
De 250cc-Harley-Davidson had in 1975 waterkoeling en bracht Walter Villa de wereldtitel

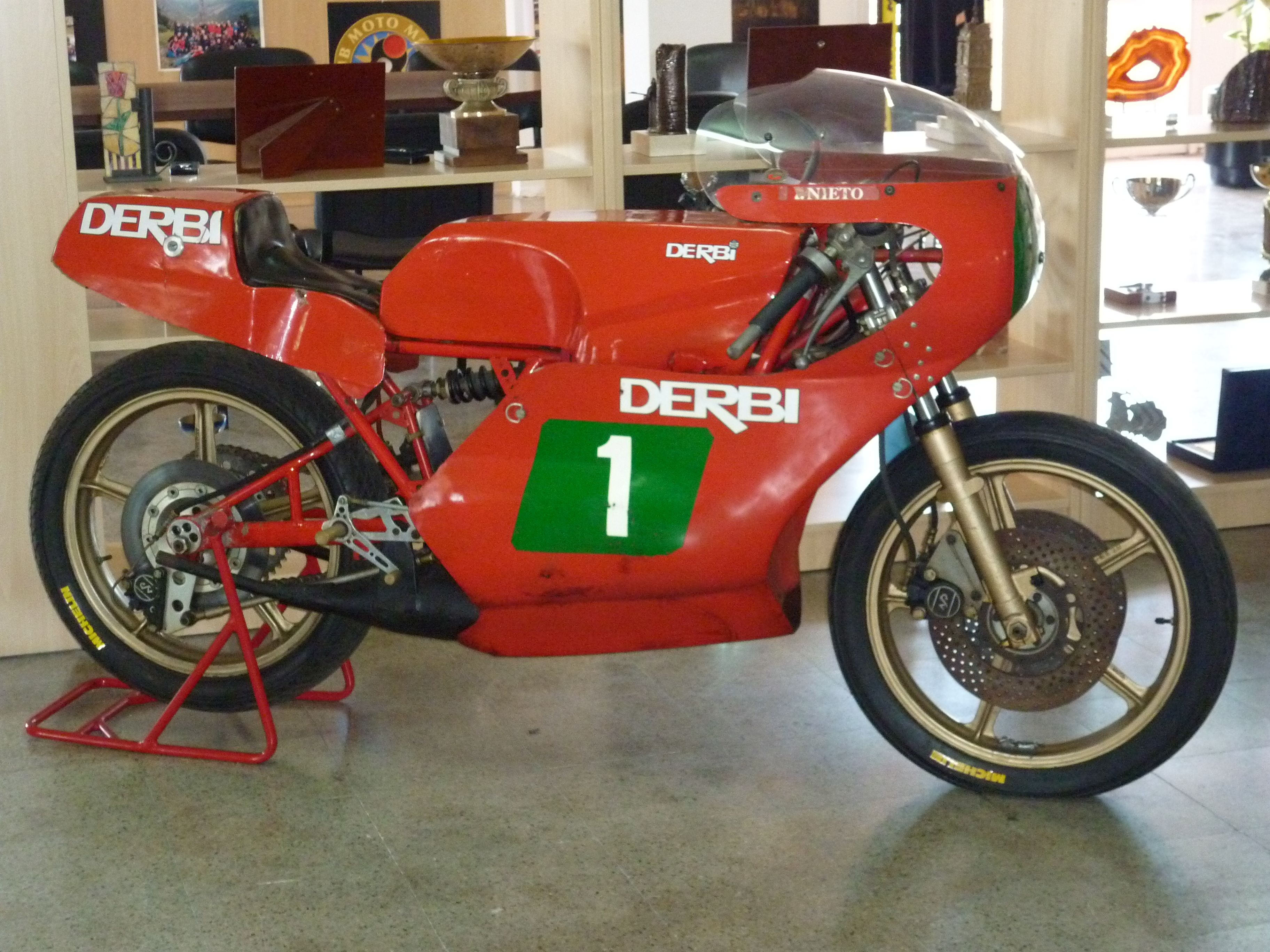
Deze Derbi 250cc-racer werd in 1975 slechts sporadisch ingezet

In de 250cc-klasse waren de Harley-Davidsons van Walter Villa en Michel Rougerie meestal de snelsten, maar daar kwam nog bij dat Yamaha geen fabriekssteun gaf en dat de Yamaha TZ 250's van Dieter Braun en Johnny Cecotto nogal wat betrouwbaarheidsproblemen kenden.
Frankrijk, Le Castellet
In Le Castellet won Johnny Cecotto (Yamaha) de 250cc-race, nadat hij al veel indruk had gemaakt door tijdens de Daytona 200 als laatste te starten en derde te worden. Een andere debutant in Europa, de Japanner Ikujiro Takaï, werd met zijn Yamaha tweede. Walter Villa viel met zijn Harley-Davidson uit, maar zijn teamgenoot Michel Rougerie werd derde.
Spanje, Jarama
In Jarama reed Walter Villa de snelste trainingstijd, maar in de race ging Cecotto aan de leiding tot zijn ketting brak. Benjamín Grau (Derbi), die in de 125cc-klasse indruk had gemaakt met de snelste trainingstijd en de snelste ronde, kwam opnieuw na een slechte start naar voren. Terwijl Villa onbedreigd won en Patrick Pons (Yamaha) tweede werd, passeerde Grau in de laatste ronde Rolf Minhoff (Yamaha) en Chas Mortimer (Yamaha) en werd nog derde.
Duitsland, Hockenheim
Walter Villa startte in Duitsland bijzonder slecht. Hij was na de duwstart al op zijn machine gesprongen, maar moest er weer af om opnieuw te duwen. Toen was het hele veld al lang vertrokken. In de zesde ronde was hij echter al derde. Johnny Cecotto nam de leiding, gevolgd door Ikujiro Takaï (Yamaha). Villa passeerde in de zevende ronde Takaï en in de tiende ronde ook Cecotto. Die probeerde Villa nog wel te volgen, maar moest dat bekopen met een val in de laatste ronde. Takaï viel ook uit en zo ging de tweede plaats naar Michel Rougerie en de derde naar Víctor Palomo (Yamaha).
Nations Grand Prix, Imola
In Italië ging Walter Villa aan de leiding, maar hij werd gevolgd door Johnny Cecotto die rustig leek te wachten op een fout van Villa. In de laatste vijf ronden begon Cecotto's Yamaha echter slecht te lopen en om de finish te halen deed hij het rustiger aan. Michel Rougerie, die Dieter Braun nog ingehaald had, kon hem echter niet meer bereiken en werd derde. Felice Agostini, Ago's jongere broer die in zijn motorsportcarrière was begonnen als motorcrosser, haalde met de achtste plaats zijn eerste WK-punten.
Isle of Man Lightweight 250 cc TT, Mountain Course
Chas Mortimer won de Lightweight 250 cc TT met een ruime voorsprong op Derek Chatterton en John Williams. John Lawley was de enige die de finish haalde op een ander merk dan Yamaha: Hij eindigde als 45e met zijn Honda en was de enige die meer dan twee uur had gereden.
Nederland, Assen
Johnny Cecotto startte in Assen als snelste en Harley-coureurs Walter Villa en Michel Rougerie konden hem niet volgen. De betrouwbaarheid van de Yamaha's begon echter een probleem te worden en Cecotto stopte dan ook toen zijn motor dreigde vast te lopen. Villa kwam nu weliswaar aan de leiding, maar bij Harley-Davidson bestonden kennelijk geen teamorders, want Rougerie wist hem zelfs te passeren. Rougerie viel echter waardoor Villa de race won. Michel Rougerie lag zo ver voor Dieter Braun, dat hij ondanks zijn val toch nog tweede werd, vóór Braun. In de derde ronde van deze race viel Rolf Thiele bij "de Bult". Hij overleed later die middag aan zijn verwondingen.
België, Spa-Francorchamps
Paolo Pileri, die net met een Morbidelli zijn wereldtitel in de 125cc-klasse had veiliggesteld, stond in de 250cc-klasse in België op de derde startplaats met een Yamaha TZ 250. Cecotto stond op de eerste en ook de beide Harley-Davidsons stonden op de eerste startrij. Na de start vormden Cecotto, Villa en Rougerie meteen een kopgroep, terwijl Pileri iets achterop raakte om even later uit te vallen. Tussen de drie koplopers ontstond een flink gevecht, waarbij Cecotto bij het remmen bij de La Source-hairpin tijd goed maakte, terwijl de Harley-Davidsons bergaf weer sneller waren. Door de beide Harley's bij la Source uit te remmen schoot Cecotto vlak voor de finish naar de eerste plaats en hij won met 0,4 seconden voorsprong op Rougerie, terwijl Villa derde werd. Hierdoor was de strijd om de wereldtitel weer enigszins open.
Zweden, Anderstorp
In Zweden nam Cecotto de leiding, maar opnieuw liet zijn Yamaha hem in de steek. De machine ging opnieuw op één cilinder lopen en Cecotto viel uit. Otello Buscherini reed nu aan de leiding, maar het leek wel of hij zijn landgenoot Walter Villa wilde helpen om wereldkampioen te worden. In werkelijkheid had Buscherini de Diemme-Yamaha gekregen om de inmiddels uitgevallen Cecotto te ondersteunen en verloor hij snelheid door een kapotte keerring. Villa passeerde zonder al te veel problemen en won, Buscherini werd tweede en Tapio Virtanen werd derde. Dat deed hij met de fabrieks-MZ die ter beschikking was gesteld aan Boet van Dulmen. Van Dulmen wilde er na de teleurstellende resultaten echter niet meer mee rijden.
Finland, Imatra
Walter Villa was vrijwel zeker van de wereldtitel, maar nog niet helemaal. In Finland startte zijn concurrent Johnny Cecotto als snelste, gevolgd door Villa. Bij de eerste doorkomst was Villa er echter niet meer bij. Hij was in een snelle bocht gevallen en werd naar het ziekenhuis vervoerd. Rougerie kreeg het signaal uit de pit dat Walter Villa was uitgevallen en hij begreep dat hij Cecotto moest aanvallen om de wereldtitel te redden. In de vierde ronde passeerde hij Cecotto en hij begon meteen zijn voorsprong te vergroten. Michel Rougerie won de race, Cecotto werd tweede en de derde plaats was voor Otello Buscherini. Walter Villa moest in het ziekenhuis vernemen dat hij wereldkampioen was geworden. Daar moest hij nog enkele dagen ter observatie blijven omdat hij zware kneuzingen had opgelopen.
Tsjecho-Slowakije, Brno
MZ had de betrouwbaarheid van de machine van Virtanen verbeterd door het Nikasil-procedé van fabrikant Mahle toe te passen, waardoor de vastloopneigingen verdwenen leken. Virtanen trainde in Tsjecho-Slowakije het snelste met de ex-van Dulmen machine. Bij de start vormde zich een kopgroep die bestond uit Rougerie, Buscherini, Braun en Virtanen. Cecotto was onderweg naar de kopgroep, maar stopte na drie ronden in de pit. Walter Villa kon geen rol van betekenis spelen: zijn Harley-Davidson sloeg pas aan toen de kop van het veld bijna een ronde voltooid had. De race werd gewonnen door Rougerie, Buscherini werd tweede en Braun werd derde.
Joegoslavië, Opatija
Dieter Braun startte het beste in Opatija, terwijl trainingssnelste Otello Buscherini meteen na de start een aantal plaatsen terugviel. In de vierde ronde was Buscherini echter alweer aan het jagen op Braun en in de negende ronde lag hij op kop. Een ronde later had hij een achterstand van 14 seconden op Braun. Het probleem werd veroorzaakt doordat de stekertjes van zijn ontsteking los raakten. Buscherini werd slechts vijfde, terwijl Braun naar de overwinning reed. Chas Mortimer wist zich los te maken uit de achtervolgende groep en werd tweede. Patrick Pons werd derde.

### Uitslagen 250 cc
|    | Datum    | Race                     | Circuit           | 1e              | 2e                | 3e                | Poleposition      | Snelste ronde     |
| -- | -------- | ------------------------ | ----------------- | --------------- | ----------------- | ----------------- | ----------------- | ----------------- |
| 1  | 30 maart | GP van Frankrijk         | Le Castellet      | Johnny Cecotto  | Ikujiro Takaï     | Michel Rougerie   | Ikujiro Takaï     | Johnny Cecotto    |
| 2  | 20 april | GP van Spanje            | Jarama            | Walter Villa    | Patrick Pons      | Benjamín Grau     | Walter Villa      | Walter Villa      |
| 3  | 11 mei   | GP van Duitsland         | Hockenheim        | Walter Villa    | Michel Rougerie   | Víctor Palomo     | Walter Villa      | Walter Villa      |
| 4  | 18 mei   | GP des Nations           | Imola             | Walter Villa    | Johnny Cecotto    | Michel Rougerie   | Walter Villa      | Walter Villa      |
| 5  | 1-7 juni | Isle of Man TT           | Mountain Course   | Chas Mortimer   | Derek Chatterton  | John Williams     | Chas Mortimer     | Derek Chatterton  |
| 6  | 28 juni  | TT van Assen             | Assen             | Walter Villa    | Michel Rougerie   | Dieter Braun      | Walter Villa      | Walter Villa      |
| 7  | 6 juli   | GP van België            | Spa-Francorchamps | Johnny Cecotto  | Michel Rougerie   | Walter Villa      | Walter Villa      | Johnny Cecotto    |
| 8  | 20 juli  | GP van Zweden            | Anderstorp        | Walter Villa    | Otello Buscherini | Tapio Virtanen    | Johnny Cecotto    | Otello Buscherini |
| 9  | 27 juli  | GP van Finland           | Imatra            | Michel Rougerie | Johnny Cecotto    | Otello Buscherini | Michel Rougerie   | Johnny Cecotto    |
| 10 | 24 aug.  | GP van Tsjecho-Slowakije | Masaryk-Ring      | Michel Rougerie | Otello Buscherini | Dieter Braun      | Michel Rougerie   | Otello Buscherini |
| 11 | 21 sept. | GP van Joegoslavië       | Opatija           | Dieter Braun    | Chas Mortimer     | Patrick Pons      | Otello Buscherini | Otello Buscherini |

### Eindstand 250 cc
| Pos. | Coureur           | Motorfiets      | Ptn.    |
| ---- | ----------------- | --------------- | ------- |
| 1    | Walter Villa      | Harley-Davidson | 85      |
| 2    | Michel Rougerie   | Harley-Davidson | 76 (91) |
| 3    | Dieter Braun      | Yamaha          | 56 (62) |
| 4    | Johnny Cecotto    | Yamaha          | 54      |
| 5    | Patrick Pons      | Yamaha          | 48 (63) |
| 6    | Chas Mortimer     | Yamaha          | 46 (47) |
| 7    | Otello Buscherini | Yamaha          | 40      |
| 8    | Leif Gustafsson   | Yamaha          | 33 (34) |
| 9    | Bruno Kneubühler  | Yamaha          | 22      |
| 10   | Tapio Virtanen    | Yamaha/MZ       | 20      |
| 11   | Víctor Palomo     | Yamaha          | 18      |
| 12   | Harald Bartol     | Yamaha          | 18      |
| 13   | Tom Herron        | Yamaha          | 16      |
| 14   | John Williams     | Yamaha          | 15      |
| 15   | Ikujiro Takaï     | Yamaha          | 12      |
|      | Derek Chatterton  | Yamaha          | 12      |
| 17   | Benjamín Grau     | Derbi           | 10      |
| 18   | Alex George       | Yamaha          | 9       |
| 19   | John Dodds        | Yamaha          | 9       |
| 20   | Pentti Korhonen   | Yamaha          | 9       |

| Pos. | Coureur                 | Motorfiets      | Ptn. |
| ---- | ----------------------- | --------------- | ---- |
| 21   | Tony Rutter             | Yamaha          | 8    |
| 22   | Rolf Minhoff            | Yamaha          | 8    |
| 23   | Edmar Ferreira          | Yamaha          | 8    |
| 24   | Yvon Duhamel            | Kawasaki        | 6    |
|      | Paolo Pileri            | Yamaha          | 6    |
| 26   | Gérard Choukroun        | Yamaha          | 5    |
|      | Mario Lega              | Yamaha          | 5    |
|      | Billie Henderson        | Yamaha          | 5    |
| 29   | Neil Tuxworth           | Yamaha          | 4    |
| 30   | Peter McKinley (†)      | Yamaha          | 3    |
|      | Felice Agostini         | Yamaha          | 3    |
|      | Helmut Kassner          | Yamaha          | 3    |
|      | Nico van der Zanden (†) | Yamaha          | 3    |
|      | Olivier Chevallier      | Yamaha          | 3    |
| 35   | Horst Lahfeld           | Yamaha          | 2    |
|      | Eddie Roberts           | Yamaha          | 2    |
|      | Jean-Louis Guignabodet  | Yamaha          | 2    |
| 38   | Philippe Bouzanne       | Yamaha          | 1    |
|      | Vincenzo Cascino        | Harley-Davidson | 1    |
|      | Jean-François Baldé     | Yamaha          | 1    |
|      | Clive Horton            | Yamaha          | 1    |

(Punten tussen haakjes zijn inclusief streepresultaten)

### Constructeurstitel 250 cc
| Pos. | Constructeur    | Ptn.     |
| ---- | --------------- | -------- |
| 1    | Harley-Davidson | 90 (127) |
| 2    | Yamaha          | 81 (135) |
| 3    | Danfay-Yamaha   | 15       |
| 4    | MZ              | 15       |
| 5    | Chatt-Yamaha    | 12       |
| 6    | Derbi           | 10       |
| 7    | Kawasaki        | 6        |

(Punten tussen haakjes zijn inclusief streepresultaten)

## 125cc-klasse
Jorg Möller had in 1974 de leiding van het technische team van Morbidelli overgenomen, maar moest toen nog werken met de bestaande motorfietsen. In 1975 had hij zijn nieuwe machines klaar en die waren zo snel en betrouwbaar, dat er teamorders nodig waren om Paolo Pileri wereldkampioen te laten worden. In ruil daarvoor mocht Pier Paolo Bianchi kampioen van Italië worden. Kent Andersson kon daar met zijn Yamaha OW 15 niets tegen doen. Jan Thiel en Martin Mijwaart bouwden een 125cc-Piovaticci, maar die was te laat klaar om het seizoen mee te beginnen. Eugenio Lazzarini haalde er toch nog drie podiumplaatsen mee.
Frankrijk, Le Castellet
In Frankrijk stonden Kent Andersson (Yamaha), Bruno Kneubühler (Yamaha), Paolo Pileri (Morbidelli) en Pier Paolo Bianchi (Morbidelli) op de eerste startrij. Pileri had zelfs de snelste trainingstijd gereden, maar hij viel samen met zijn teamgenoot Bianchi al in de eerste ronde. Bianchi viel definitief uit, maar Pileri reed een geweldige inhaalrace die hem tot de derde plaats bracht. Andersson won na een fel gevecht met Leif Gustafsson (Yamaha), die tweede werd. Gustafsson reed de Yamaha van Andersson uit 1974.
Spanje, Jarama
In Spanje was lokale rijder Benjamín Grau (fabrieks-Derbi) de snelste in de training. Naast hem stonden de beide fabrieks-Morbidelli's op de eerste startrij. In de natte trainingen had Andersson grote problemen gehad en was slechts 13e. Tijdens de race was het echter droog. Andersson vond aansluiting bij de Morbidelli's, maar kon Pileri niet voorbij. Bianchi zakte wel wat af en werd in de zesde ronde ingehaald door Bruno Kneubühler. Die kwam zelfs nog dicht bij Andersson. Grau was erg slecht gestart maar reed dankzij een recordronde toch weer naar voren. Hij passeerde Andersson en Kneubühler zelfs, maar viel toen uit. Paolo Pileri won gemakkelijk en ook voor Andersson werd het wat makkelijker toen Kneubühler even viel. Andersson werd tweede maar Kneubühler was snel genoeg overeind om derde te worden.
Oostenrijk, Salzburgring
In Oostenrijk waren de Morbidelli's zo sterk, dat Bianchi en Pileri de hele race aan kop gingen. Teamorders waren er ook, want in de laatste ronde wachtte Bianchi op Pileri om hem te laten winnen. Kent Andersson leek derde te worden, maar in de laatste ronde moest hij vanwege benzinegebrek langzamer rijden. Hij had daarbij niet in de gaten dat Henk van Kessel hem met zijn Bridgestone-Yamaha al op de hielen zat en van Kessel werd dan ook derde.
Duitsland, Hockenheim
In Duitsland braken Bianchi en Pileri al in de trainingen alle records. Otello Buscherini kwam met een nieuwe tweecilinder Malanca naar Hockenheim en werd in de training vierde achter Kent Andersson. Bianchi leidde de race en was voor niemand te volgen, ook niet voor zijn teamgenoot Pileri, die door valpartijen enigszins uit vorm was. Pileri moest echter wereldkampioen worden en het team was net als in Oostenrijk druk met het aangeven aan Bianchi dat hij op zijn kopman moest wachten. Toen de voorsprong was opgelopen tot 7 seconden kneep Bianchi in de remmen om Pileri voorbij te laten. Ze kwamen vlak na elkaar over de finish maar hadden intussen meer dan een halve minuut voorsprong op derde man Andersson.
Nations Grand Prix, Imola
In de 125cc-race in Imola gingen de beide Morbidelli's er opnieuw samen vandoor, en weer in de voor het team "verkeerde" volgorde: kopman Pileri achter Bianchi. Men had het nu eenmaal zo afgesproken: Pileri moest wereldkampioen worden en daarom mocht Bianchi kampioen van Italië worden. Kent Andersson was eerst derde, maar kreeg te maken met een vastloper en viel uit. Dat bracht Henk van Kessel met zijn Bridgestone-Yamaha op de derde plaats. Bianchi wachtte weer demonstratief tot de laatste ronde voor hij Paolo Pileri voor liet gaan, tot ongenoegen van het Italiaanse publiek, dat de beste man de overwinning wel gegund had.
Nederland, Assen
Jan Huberts kreeg in Assen een Morbidelli, maar dat was nog een oud exemplaar uit 1974, uit de tijd dat Jorg Möller de machines nog niet had kunnen verbeteren. Huberts kon er weinig mee beginnen: tijdens de trainingen trilde de machine zo erg dat Huberts blaren onder zijn voetzolen kreeg en in de wedstrijd begon de motor over te slaan en moest Huberts opgeven. De nieuwe Morbidelli's van Bianchi en Pileri waren veel sneller dan de rest van het veld. In het begin van de race regende het nog lichtjes, waardoor Pileri iets wegliep van zijn teamgenoot. Toen het droog werd sloot Bianchi aan maar bleef Pileri volgens afspraak op enkele meters afstand volgen tot aan de finish. Jos Schurgers, die al enkele jaren eerder gestopt was maar elk jaar alleen in Assen met zijn oude Bridgestone aan de start kwam, was even derde, maar zakte terug. Bruno Kneubühler werd uiteindelijk derde.
België, Spa-Francorchamps
Kent Andersson moest in België winnen om zelfs nog maar een theoretische kans op de wereldtitel te houden. In de training was Pier Paolo Bianchi weliswaar langzamer dan Andersson, maar Paolo Pileri was juist sneller. Teamorders had men bij Morbidelli niet meer nodig: als Andersson maar niet won kon er niets fout gaan. Toch lag Pileri meestal aan de leiding en hij won de race ook. Hij kwam wel zonder benzine te staan, maar dat kwam omdat hij niet in de gaten had dat de race al afgelopen was. Bianchi werd tweede en Kent Andersson werd slechts derde, terwijl de nieuwe wereldkampioen Paolo Pileri op de bezemwagen moest wachten om terug te komen in het rennerskwartier.
Zweden, Anderstorp
Het leek wel of er in Zweden toch weer teamorders bij Morbidelli golden, terwijl de wereldtitel al binnen was. Bianchi ging de hele race aan de leiding, maar tegen het einde liet hij zich terugvallen en won Pileri. Hoewel Piovaticci-constructeurs Thiel en Mijwaart enkele weken eerder nog had verklaard dat de nieuwe 125cc-machine nog te zwaar was, hadden ze het probleem kennelijk al opgelost, want Lazzarini wist Kent Andersson zonder problemen te verslaan en hij werd derde.
Tsjecho-Slowakije, Brno
Paolo Pileri moest het in Tsjecho-Slowakije zonder zijn teamgenoot Pier Paolo Bianchi doen. Die was na een val in een nationale race in Pesaro in het ziekenhuis opgenomen. Pileri had na enkele ronden al tien seconden voorsprong op Henk van Kessel, die voor Kent Andersson reed. Pileri viel echter waardoor van Kessel op kop kwam, maar die moest met koppelingsproblemen in de pit stoppen. Kent Andersson was echter ook gepasseerd door Leif Gustafsson die de race won. Andersson werd tweede en Eugenio Lazzarini werd derde nadat hij Bruno Kneubühler achter zich had gelaten.
Joegoslavië, Opatija
Dieter Braun had de 250cc-race in Opatija al gewonnen, maar voor de 125cc-klasse mocht hij samen met Luigi Conforti invallen voor de geblesseerde fabrieksrijders van Morbidelli. De opdracht was om vóór Yamaha-coureur Kent Andersson te finishen. Na de eerste ronde lag Conforti al vóór Braun, Harold Bartol en Andersson. In de zevende ronde nam Braun de leiding over en won de race. Conforti werd tweede en Andersson werd ook nog verslagen door Eugenio Lazzarini, die slecht gestart was maar toch nog derde werd.

### Uitslagen 125 cc
|    | Datum    | Race                     | Circuit           | 1e              | 2e                 | 3e                | Poleposition       | Snelste ronde      |
| -- | -------- | ------------------------ | ----------------- | --------------- | ------------------ | ----------------- | ------------------ | ------------------ |
| 1  | 30 maart | GP van Frankrijk         | Le Castellet      | Kent Andersson  | Leif Gustafsson    | Paolo Pileri      | Pier Paolo Bianchi | Paolo Pileri       |
| 2  | 20 april | GP van Spanje            | Jarama            | Paolo Pileri    | Kent Andersson     | Bruno Kneubühler  | Benjamín Grau      | Benjamín Grau      |
| 3  | 4 mei    | GP van Oostenrijk        | Salzburgring      | Paolo Pileri    | Pier Paolo Bianchi | Henk van Kessel   | Pier Paolo Bianchi | Pier Paolo Bianchi |
| 4  | 11 mei   | GP van Duitsland         | Hockenheim        | Paolo Pileri    | Pier Paolo Bianchi | Kent Andersson    | Pier Paolo Bianchi | Pier Paolo Bianchi |
| 5  | 18 mei   | GP des Nations           | Imola             | Paolo Pileri    | Pier Paolo Bianchi | Henk van Kessel   | Pier Paolo Bianchi | Pier Paolo Bianchi |
| 6  | 28 juni  | TT van Assen             | Assen             | Paolo Pileri    | Pier Paolo Bianchi | Bruno Kneubühler  | Paolo Pileri       | Paolo Pileri       |
| 7  | 6 juli   | GP van België            | Spa-Francorchamps | Paolo Pileri    | Pier Paolo Bianchi | Kent Andersson    | Paolo Pileri       | Paolo Pileri       |
| 8  | 20 juli  | GP van Zweden            | Anderstorp        | Paolo Pileri    | Pier Paolo Bianchi | Eugenio Lazzarini | Kent Andersson     | Paolo Pileri       |
| 9  | 24 aug.  | GP van Tsjecho-Slowakije | Masaryk-Ring      | Leif Gustafsson | Kent Andersson     | Eugenio Lazzarini | Paolo Pileri       | Paolo Pileri       |
| 10 | 21 sept. | GP van Joegoslavië       | Opatija           | Dieter Braun    | Pierluigi Conforti | Eugenio Lazzarini | Eugenio Lazzarini  | Dieter Braun       |

### Eindstand 125 cc
| Pos. | Coureur            | Motorfiets                | Ptn.     |
| ---- | ------------------ | ------------------------- | -------- |
| 1    | Paolo Pileri       | Morbidelli                | 90 (115) |
| 2    | Pier Paolo Bianchi | Morbidelli                | 72 (80)  |
| 3    | Kent Andersson     | Yamaha                    | 67 (83)  |
| 4    | Leif Gustafsson    | Yamaha                    | 57 (72)  |
| 5    | Eugenio Lazzarini  | Piovaticci                | 47 (51)  |
| 6    | Bruno Kneubühler   | Yamaha                    | 43 (51)  |
| 7    | Henk van Kessel    | Bridgestone-Yamaha/Condor | 38       |
| 8    | Harald Bartol      | Suzuki                    | 21       |
| 9    | Johann Zemsauer    | Rotax                     | 21       |
| 10   | Pierluigi Conforti | Malanca/Morbidelli        | 18       |
| 11   | Dieter Braun       | Morbidelli                | 15       |
| 12   | Hans Müller        | Yamaha                    | 14       |
| 13   | Cees van Dongen    | Yamaha                    | 9        |
| 14   | Peter Frohnmeyer   | Maico                     | 8        |
| 15   | Jos Schurgers      | Bridgestone               | 6        |
| 16   | Horst Seel         | Seel                      | 6        |
| 17   | Maurice Maingret   | Yamaha                    | 5        |
|      | Otello Buscherini  | Malanca                   | 5        |
| 19   | Matti Kinnunen     | Maico                     | 5        |

| Pos. | Coureur             | Motorfiets | Ptn. |
| ---- | ------------------- | ---------- | ---- |
| 20   | Hans Hallberg       | Yamaha     | 4    |
|      | Patrick Fernandez   | Yamaha     | 4    |
|      | Gert Bender         | Bender     | 4    |
| 23   | Pentti Salonen      | Yamaha     | 4    |
| 24   | Vicenzo Novella     | Yamaha     | 2    |
|      | Rolf Thiele (†)     | Maico      | 2    |
|      | Alberto Ieva        | Derbi      | 2    |
|      | Roel Cornelis       | Yamaha     | 2    |
|      | José Lazo           | MZ         | 2    |
|      | Johnny Svensson     | Bastard    | 2    |
|      | Thierry Tchernine   | Yamaha     | 2    |
| 31   | Xaver Tschannen     | Maico      | 1    |
|      | Ulrich Graf         | Yamaha     | 1    |
|      | Peter van Niel      | Yamaha     | 1    |
|      | Manuel Arias        | MZ         | 1    |
|      | Per-Edvard Carlsson | Maico      | 1    |
|      | Zbyněk Havrda       | Ahra       | 1    |
|      | Hans-Jürgen Hummel  | Yamaha     | 1    |

(Punten tussen haakjes zijn inclusief streepresultaten)

### Constructeurstitel 125 cc
| Pos. | Constructeur | Ptn.     |
| ---- | ------------ | -------- |
| 1    | Morbidelli   | 90 (130) |
| 2    | Yamaha       | 72 (104) |
| 3    | Piovaticci   | 47 (51)  |
| 4    | Condor       | 38       |
| 5    | Suzuki       | 26       |
| 6    | Rotax        | 21       |
| 7    | Malanca      | 11       |
| 8    | Maico        | 11       |
| 9    | Bridgestone  | 10       |

(Punten tussen haakjes zijn inclusief streepresultaten)

## 50cc-klasse
In 1975 was de rol van de Nederlandse coureurs in de 50cc-klasse vrijwel uitgespeeld, maar de winnende motorfietsen hadden allemaal een Nederlandse achtergrond. Ángel Nieto en Julien van Zeebroeck reden met Van Veen-Kreidlers uit 1974 en Eugenio Lazzarini met een Piovaticci die door Jan Thiel en Martin Mijwaart was gebouwd. Juist het enige écht Nederlandse merk, Jamathi, kwam er na het vertrek van Thiel en Mijwaart niet meer aan te pas.
Spanje, Jarama
De 50cc-race in Spanje was de eerste van het seizoen en Ángel Nieto reed hier voor het eerst met de Van Veen-Kreidler die hij met hulp van de Spaanse bond had kunnen kopen. Ángel won de race met gemak. Cees van Dongen draaide een blok stuk in de trainingen maar kreeg via Van Veen een reservemotor. Hij reed lang achter Nieto maar hij viel in de haarspeldbocht. Daardoor klom Julien van Zeebroeck (Van Veen-Kreidler) naar de tweede plaats. Stefan Dörflinger (Kreidler) kon van Zeebroeck nog even bedreigen, maar moest zich met de derde plaats tevreden stellen. De door oud-Jamathi-constructeurs Jan Thiel en Martin Mijwaart gebouwde Piovaticci van Eugenio Lazzarini was nog niet snel genoeg om de Kreidlers te kloppen. Lazzarini werd slechts vierde.
Duitsland, Hockenheim
In Hockenheim trainde Eugenio Lazzarini liefst 3,3 seconden sneller dan Julien van Zeebroeck en de andere concurrenten waren zelfs nog 2 seconden langzamer. Jan de Vries, nu monteur van Nieto, monteerde echter een sneller motorblok in de Kreidler en daarmee leidde die de race van start tot finish. Lazzarini startte slecht maar wist na twee ronden de tweede plaats van Van Zeebroeck over te nemen. Die wist hem nog enkele ronden te volgen maar moest toch tevreden zijn met de derde plaats.
Nations Grand Prix, Imola
In Imola trainde Lazzarini weer als snelste, maar in de race werd hij slechts tweede met meer dan een minuut achterstand op Ángel Nieto. Dat had alles te maken met het feit dat Lazzarini opnieuw slecht startte. Stefan Dörflinger en Ulrich Graf waren derde en vierde nadat ze Jan Huberts hadden ingehaald, maar uiteindelijk viel Graf terug en werd Dörflinger derde.
Nederland, Assen
In Assen waren de startproblemen van de Piovaticci van Lazzarini opgelost. Hij was snel weg, maar dit keer had hij vergeten zijn benzinekraan open te draaien, waardoor hij weer ver terugviel. Julien van Zeebroeck startte slecht en weet dat na de race aan "zenuwen". In de eerste ronde gingen Henk van Kessel (Kreidler) en Ángel Nieto aan de leiding. Lazzarini was toen 21e. Van Kessel moest iets lossen door een slippende koppeling en werd tiende. Lazzarini brak het ronderecord en vocht zich door het veld naar voren. Na vijf ronden reden Hans-Jürgen Hummel (Kreidler) en Herbert Rittberger (Kreidler) aan de leiding en zijn namen een kleine voorsprong op Nieto. Toen Lazzarini uiteindelijk ook Gerrit Strikker (Kreidler) passeerde, vocht het drietal Nieto, Lazzarini en Strikker zich een weg naar voren om Hummel en Rittberger te achterhalen. Hummel viel uit door een afgebroken ophanging van zijn uitlaat. In de laatste ronde reed Lazzarini aan de leiding, maar in de eindfase wist Nieto hem nog in te halen. Ángel Nieto won, Herbert Rittberger werd tweede en Eugenio Lazzarini werd derde. Nieto hoefde nog slechts 1 wedstrijd te winnen om wereldkampioen te worden.
België, Spa-Francorchamps
Hoewel de trainingstijd van Lazzarini in Spa-Francorchamps liefst 5,5 seconden sneller was dan die van de concurrentie, vormde zich na de start van de race een klein kopgroepje met Lazzarini, Nieto en van Zeebroeck. Toen Julien van Zeebroeck in zijn thuisrace de leiding nam concentreerde Nieto zich vooral op het afhouden van Lazzarini. Een tweede plaats was immers genoeg voor de wereldtitel en zo won Julien van Zeebroeck zijn tweede Grand Prix. Nieto werd tweede én wereldkampioen en Lazzarini eindigde als derde.
Zweden, Anderstorp
In Zweden had Lazzarini een goede start en hij liep ook meteen weg van zijn tegenstanders. Nieto kon zich als wereldkampioen ook gerust tevreden stellen met de tweede plaats. Julien van Zeebroeck kwam in duel met de Nederlander Nico Polane (Kreidler), die het hele seizoen al goed gepresteerd had. Van Zeebroeck maakte echter een ernstige val mee, waarbij hij zijn wervelkolom beschadigde en naar het ziekenhuis werd afgevoerd. Polane haalde bijna zijn eerste podiumplaats, maar toen zijn Kreidler vermogen begon te verliezen werd hij nog ingehaald door Hans-Jürgen Hummel.
Finland, Imatra
Nico Polane had in de natte vrijdagtraining in Finland de derde tijd gezet, maar in de droge kwalificatietraining lukte dat niet meer. Bovendien startte hij ruim een halve minuut later dan de rest van het veld doordat er een bougie stuk ging. Lazzarini begon al snel een voorsprong op te bouwen, die tot 7 seconden opliep. Nieto volgde en op de derde plaats lag Cees van Dongen met zijn Kreidler. Die werd gepasseerd door Rudolf Kunz en zou nog verder terugvallen door een onwillige koppeling. Lazzarini nam intussen wat gas terug, waarschijnlijk in de veronderstelling dat zijn voorsprong groot genoeg was. Dat bleek niet zo te zijn: toen Nieto hem weer in het vizier kreeg zette hij nog eens extra aan en uiteindelijk wist Nieto hem nipt te verslaan. Rudolf Kunz werd met grote achterstand derde, maar Nico Polane had zich teruggevochten tot de vierde plaats.
Joegoslavië, Opatija
In Opatija had Lazzarini de snelste trainingstijd, maar men ontdekte dat de borgpen van de zuiger van het snelste motorblok los zat. Het team besloot het risicio te nemen, maar Lazzarini viel in de 12e ronde uit door een vastloper. Ángel Nieto reed toen al aan de leiding en stond die niet meer af. Door het uitvallen van Lazzarini kwam Rudolf Kunz op de tweede plaats terecht. Aldo Pero werd derde.

### Uitslagen 50 cc
|   | Datum    | Race               | Circuit           | 1e                   | 2e                   | 3e                   | Poleposition      | Snelste ronde        |
| - | -------- | ------------------ | ----------------- | -------------------- | -------------------- | -------------------- | ----------------- | -------------------- |
| 1 | 20 april | GP van Spanje      | Jarama            | Ángel Nieto          | Julien van Zeebroeck | Stefan Dörflinger    | Ángel Nieto       | Ángel Nieto          |
| 2 | 11 mei   | GP van Duitsland   | Hockenheim        | Ángel Nieto          | Eugenio Lazzarini    | Julien van Zeebroeck | Eugenio Lazzarini | Ángel Nieto          |
| 3 | 18 mei   | GP des Nations     | Imola             | Ángel Nieto          | Eugenio Lazzarini    | Stefan Dörflinger    | Eugenio Lazzarini | Eugenio Lazzarini    |
| 4 | 28 juni  | TT van Assen       | Assen             | Ángel Nieto          | Herbert Rittberger   | Eugenio Lazzarini    | Eugenio Lazzarini | Eugenio Lazzarini    |
| 5 | 6 juli   | GP van België      | Spa-Francorchamps | Julien van Zeebroeck | Ángel Nieto          | Eugenio Lazzarini    | Eugenio Lazzarini | Julien van Zeebroeck |
| 6 | 20 juli  | GP van Zweden      | Anderstorp        | Eugenio Lazzarini    | Ángel Nieto          | Hans-Jürgen Hummel   | Eugenio Lazzarini | Eugenio Lazzarini    |
| 7 | 27 juli  | GP van Finland     | Imatra            | Ángel Nieto          | Eugenio Lazzarini    | Rudolf Kunz          | Eugenio Lazzarini | Ángel Nieto          |
| 8 | 21 sept. | GP van Joegoslavië | Opatija           | Ángel Nieto          | Rudolf Kunz          | Aldo Pero            | Eugenio Lazzarini | Ángel Nieto          |

### Eindstand 50 cc
| Pos. | Coureur              | Motorfiets        | Ptn.     |
| ---- | -------------------- | ----------------- | -------- |
| 1    | Ángel Nieto          | Van Veen-Kreidler | 75 (114) |
| 2    | Eugenio Lazzarini    | Piovaticci        | 61 (79)  |
| 3    | Julien van Zeebroeck | Van Veen-Kreidler | 43       |
| 4    | Rudolf Kunz          | Kreidler          | 37 (39)  |
| 5    | Herbert Rittberger   | Kreidler          | 31       |
| 6    | Stefan Dörflinger    | Kreidler          | 31       |
| 7    | Nico Polane          | Kreidler          | 28       |
| 8    | Gerhard Thurow       | Kreidler          | 21       |
| 9    | Hans-Jürgen Hummel   | Kreidler          | 20       |
| 10   | Claudio Lusuardi     | Derbi             | 16       |
| 11   | Theo Timmer          | Jamathi           | 13       |
| 12   | Henk van Kessel      | Kreidler          | 12       |
| 13   | Aldo Pero            | Kreidler          | 10       |
| 14   | Ulrich Graf          | Kreidler          | 10       |
| 15   | Gerrit Strikker      | Kreidler          | 8        |
| 16   | Cees van Dongen      | Kreidler          | 8        |

| Pos. | Coureur            | Motorfiets       | Ptn. |
| ---- | ------------------ | ---------------- | ---- |
| 17   | Jan Huberts        | Kreidler/Jamathi | 5    |
| 18   | Jaime Alguersuari  | Derbi            | 4    |
|      | Ramón Galí         | Derbi            | 4    |
|      | Juup Bosman        | Jamathi          | 4    |
|      | Rolf Blatter       | Kreidler         | 4    |
|      | Wilhelm Werner     | Kreidler         | 4    |
| 23   | Jan Bruins         | Kreidler         | 3    |
|      | Theo van Geffen    | DRM              | 3    |
|      | Kenneth Götesson   | Kreidler         | 3    |
| 26   | Robert Lavér       | Kreidler         | 3    |
| 27   | Ingo Emmerich      | Kreidler         | 2    |
|      | Carlo Guerrini     | Ringhini         | 2    |
| 29   | Joaquín Galí       | Derbi            | 1    |
|      | Germano Zanetti    | Kreidler         | 1    |
|      | Pierre Audry       | ABF              | 1    |
|      | Günter Schirnhofer | Kreidler         | 1    |

(Punten tussen haakjes zijn inclusief streepresultaten)

### Constructeurstitel 50 cc
| Pos. | Constructeur | Ptn.     |
| ---- | ------------ | -------- |
| 1    | Kreidler     | 75 (117) |
| 2    | Piovaticci   | 61 (79)  |
| 3    | Derbi        | 20       |
| 4    | Jamathi      | 17       |
| 5    | Kreidler RS  | 10       |

(Punten tussen haakjes zijn inclusief streepresultaten)

## Zijspanklasse
De zijspanklasse werd in 1975 vrijwel helemaal beheerst door machines die werden aangedreven door een tweetaktmotor van König. Er waren ook veel combinaties die vertrouwde op de motor van de Yamaha TZ 500 productieracer, waarbij die van Rolf Biland de meest opvallende was. Zijn Seymaz-Yamaha zat vol autotechniek en had een monocoque-frame.
Frankrijk, Le Castellet
De zijspanrace in Le Castellet opende het WK-seizoen van 1975 en werd gewonnen door het onbekende duo Hermann Schmid/Martial Jean-Petit-Matile met een Schmid-König. Werner Schwärzel/Andreas Huber (König) werden tweede doordat ze schakelproblemen hadden en Malcolm Hobson/Mick Burns (Yamaha) derde.
Oostenrijk, Salzburgring
Behalve het duo Schmid/Jean-Petit-Matile had in Frankrijk een tweede onbekende combinatie goed getraind: Angelo Pantellini/Freddo Mazzoni, eveneens uit Zwitserland. Zij waren toen slechts vijfde geworden, maar in Oostenrijk leverden ze met hun König een prachtig gevecht om de overwinning met Rolf Steinhausen/Josef Huber (Busch-König). Steinhausen won nipt. Er werd ook hard gevochten om de derde plaats, tussen Hobson/
Armstrong (Yamaha) en Prügl/Kußberger (König), tot Hobson in de voorlaatste ronde uitviel.
Duitsland, Hockenheim
In Duitsland nam de combinatie van Rolf Biland/Freddy Freiburghaus vanaf de derde ronde de leiding. Biland had een monocoque-Seymaz-combinatie waarin veel autotechniek was verwerkt, maar die werd aangedreven door een Yamaha TZ 500 tweetaktmotor. Schwärzel/Huber lagen eerst tweede, maar werden ingehaald door Schmid/Jean-Petit-Matile. Die vielen in de tiende ronde echter uit, waardoor Schwärzel toch tweede werd. De derde plaats was voor Steinhausen/Huber.
Nations Grand Prix, Imola (afgelast)
Nadat het publiek na de overwinning van Giacomo Agostini in de 500cc-race bezit van de baan had genomen, besloot de organisatie van de race in Imola al na korte tijd de zijspanklasse dan maar af te gelasten. Een domper voor de zijspanrijders, die de verre reis én de trainingen hadden volbracht. Start- en prijzengelden werden weliswaar uitbetaald, maar de zijspanklasse hield nu nog maar zeven wedstrijden over in plaats van de geplande acht.
Isle of Man Sidecar TT, Mountain Course
Rolf Steinhausen won de Sidecar TT met slechts 4 seconden voorsprong op de combinatie Malcolm Hobson/Gordon Russell (Yamaha). Hobson reed wel de snelste ronde. Dick Greasley en Cliff Holland werden met een Yamaha derde. Omdat alleen in de zijspanklasse de boycot van de Isle of Man TT niet algemeen was, kon Steinhausen belangrijke punten voor het WK scoren zonder dat zijn belangrijkste concurrenten er waren.
Nederland, Assen
Rolf Biland verloor tijdens de training in Assen zijn bakkenist Freddy Freiburghaus, die in de Veenslang uit het zijspan viel. Hij startte de race met invaller Bernd Grube, maar vergat dit te melden en zodoende wist de organisatie niet of Biland wel een startbewijshouder in zijn zijspan had. In de race waren Schwärzel/Huber niet te kloppen. In de eerste ronde namen ze al zes seconden voorsprong op George O'Dell/Alan Gosling (König). Er ontstond wel een flinke strijd om de tweede plaats, waarbij een aantal combinaties van de baan schoven. Uiteindelijk wist Malcolm Hobson zich wat van de rest af te scheiden en hij reed zelfs even een seconde per ronde sneller dan Schwärzel. Hobson/Russell gleden echter in de Ruskenhoek van de baan, waardoor Angelo Pantellini/Freddo Mazzoni met hun König op de tweede plaats kwamen. Pantellini werd uiteindelijk ingehaald door de sterk opkomende Biland, die zelfs nog met enige voorsprong tweede werd. Steinhausen viel uit, waardoor het wereldkampioenschap nog steeds spannend was.
België, Spa-Francorchamps
De wereldtitel bij de zijspannen werd beslist in België. Hoewel Schwärzel aanvankelijk de leiding had, viel hij uit, waardoor Steinhausen/Huber de race wonnen en onbereikbaar werden. Door de vele uitvallers werden Gustav Pape/Franz Kallenberg met hun König tweede en Mick Boddice/Clive Pollington (eveneens met een König) derde.
Tsjecho-Slowakije, Brno
Ondanks het verbod op slicks dat de organisatie van de Grand Prix van Tsjecho-Slowakije had uitgevaardigd, won Werner Schwärzel deze race met een opgesneden slick. Enkele andere rijders wezen daar weliswaar op, maar dienden geen protest in. Ze begrepen waarschijnlijk dat Schwärzel de enige was geweest die nog enigszins veilig over de baan was gegaan. De combinaties van Angelo Pantellini/Freddo Mazzoni en Gustav Pape/Franz Kallenberg waren bijna verongelukt toen het loopvlak van hun profielbanden was gelopen door de hitte. Siegfried Schauzu/Wolfgang Kalauch reden op de tweede plaats met de ARO-Fath, die nu in een door Hermann Schmid gebouwd frame zat. Ze vielen echter uit door een defecte versnellingsbak. Rolf Steinhausen werd in Tsjecho-Slowakije tweede en de combinatie Herbert Haller/Siegfried Neumann eindigde met hun König als derde.

### Uitslagen zijspanklasse
|   | Datum    | Race                     | Circuit           | 1e                                       | 2e                               | 3e                               | Poleposition                       | Snelste ronde                            |
| - | -------- | ------------------------ | ----------------- | ---------------------------------------- | -------------------------------- | -------------------------------- | ---------------------------------- | ---------------------------------------- |
| 1 | 30 maart | GP van Frankrijk         | Le Castellet      | Hermann Schmid/Martial Jean-Petit-Matile | Werner Schwärzel/Andreas Huber   | Malcolm Hobson/Mick Burns        | Kurt Gerber/Jakob Epprecht         | Hermann Schmid/Martial Jean-Petit-Matile |
| 2 | 4 mei    | GP van Oostenrijk        | Salzburgring      | Rolf Steinhausen/Josef Huber             | Angelo Pantellini/Freddo Mazzoni | Herbert Prügl/Johann Kußberger   | Rolf Biland/Freddy Freiburghaus    | Angelo Pantellini/Freddo Mazzoni         |
| 3 | 11 mei   | GP van Duitsland         | Hockenheim        | Rolf Biland/Freddy Freiburghaus          | Werner Schwärzel/Andreas Huber   | Rolf Steinhausen/Josef Huber     | Rolf Biland/Freddy Freiburghaus    | Rolf Biland/Freddy Freiburghaus          |
| 4 | 18 mei   | GP des Nations           | Imola             | afgelast                                 | afgelast                         | afgelast                         | Rolf Biland/Freddy Freiburghaus    | –                                        |
| 5 | 1-7 juni | Isle of Man TT           | Mountain Course   | Rolf Steinhausen/Josef Huber             | Malcolm Hobson/Gordon Russell    | Dick Greasley/Cliff Holland      | Siegfried Schauzu/Wolfgang Kalauch | Malcolm Hobson/Gordon Russell            |
| 6 | 28 juni  | TT van Assen             | Assen             | Werner Schwärzel/Andreas Huber           | Rolf Biland/Bernd Grube          | Angelo Pantellini/Freddo Mazzoni | Werner Schwärzel/Andreas Huber     | Malcolm Hobson/Gordon Russell            |
| 7 | 6 juli   | GP van België            | Spa-Francorchamps | Rolf Steinhausen/Josef Huber             | Gustav Pape/Franz Kallenberg     | Mick Boddice/Clive Pollington    | Werner Schwärzel/Andreas Huber     | Werner Schwärzel/Andreas Huber           |
| 8 | 24 aug.  | GP van Tsjecho-Slowakije | Masaryk-Ring      | Werner Schwärzel/Andreas Huber           | Rolf Steinhausen/Josef Huber     | Herbert Haller/Siegfried Neumann | Werner Schwärzel/Andreas Huber     | Werner Schwärzel/Andreas Huber           |

### Eindstand zijspanklasse
| Pos. | Coureur               | Bakkenist                                       | Motorfiets                 | Ptn.    |
| ---- | --------------------- | ----------------------------------------------- | -------------------------- | ------- |
| 1    | Rolf Steinhausen      | Josef Huber                                     | Busch-König                | 57 (75) |
| 2    | Werner Schwärzel      | Andreas Huber                                   | König                      | 54      |
| 3    | Rolf Biland           | Freddy Freiburghaus en Bernd Grube              | Seymaz-Yamaha              | 30      |
| 4    | Angelo Pantellini     | Freddo Mazzoni                                  | König                      | 28      |
| 5    | Malcolm Hobson        | Mick Burns, Jack Armstrong en Gordon Russell    | Yamaha                     | 22      |
| 6    | Herbert Haller        | Siegfried Neumann                               | König                      | 21      |
| 7    | Hermann Schmid        | Martial Jean-Petit-Matile                       | Schmid-König/Schmid-Yamaha | 20      |
| 8    | Amedeo Zini           | Andrea Fornaro                                  | König                      | 18 (21) |
| 9    | Gustav Pape           | Franz Kallenberg                                | König                      | 18      |
| 10   | Otto Haller           | Erich Haselbeck                                 | BMW                        | 15      |
| 11   | Helmut Schilling      | Gerhard Lehmann, Frank Knights en Rainer Gundel | BMW                        | 14      |
| 12   | George O'Dell         | Alan Gosling                                    | Renwick-König              | 13      |
| 13   | Herbert Prügl         | Johann Kußberger                                | König                      | 11      |
| 14   | Heinz Luthringshauser | Hermann Hahn                                    | BMW                        | 11      |
| 15   | Dick Greasley         | Cliff Holland                                   | Yamaha                     | 10      |
|      | Mick Boddice          | Clive Pollington                                | König                      | 10      |
| 17   | Gerry Boret           | Nick Boret                                      | Renwick-König              | 10      |
| 18   | Gilbert Aymé          | Patrick Loiseau                                 | König                      | 9       |
| 19   | Dennis Keen           | Roy Keen                                        | König                      | 9       |
| 20   | Siegfried Schauzu     | Wolfgang Kalauch                                | ARO-Fath                   | 8       |
| 21   | Walter Ohrmann        | Bernd Grube                                     | König                      | 8       |
| 22   | Ted Jansen            | Noeler, Peter Sales en Erich Schmitz            | König/Yamaha               | 7       |
| 23   | Derek Plummer         | Chas Birks                                      | König                      | 6       |
| 24   | Siegfried Maier       | Gerhard Lehmann                                 | SMS                        | 5       |
| 25   | Alex Campbell         | John Pearson                                    | Yamaha                     | 4       |
| 26   | Cees Smit             | Jan Smit                                        | König                      | 4       |
| 27   | Heinz Thevissen       | Lorenzo Puzo                                    | König                      | 3       |
|      | Robin Williamson      | John McPherson                                  | Magnum-Yamaha              | 3       |
| 29   | Ernst Trachsel        | Christian Graf                                  | Suzuki                     | 3       |
|      | Egon Schons           | Karl Lauterbach                                 | BMW                        | 3       |
| 31   | Rudi Kurth            | Dane Rowe                                       | CAT-Crescent               | 2       |
|      | Roger Dutton          | Tony Wright                                     | Yamaha                     | 2       |

(Punten tussen haakjes zijn inclusief streepresultaten)

### Constructeurstitel zijspanklasse
| Pos. | Constructeur    | Ptn.    |
| ---- | --------------- | ------- |
| 1    | König           | 57 (87) |
| 2    | Busch-König     | 55 (63) |
| 3    | - Seymaz-Yamaha | 76 (86) |
| 4    | Yamaha          | 30      |
| 5    | BMW             | 29 (33) |
| 6    | ARO-Fath        | 8       |

(Punten tussen haakjes zijn inclusief streepresultaten)

## Voetnoten
1949 · 
1950 · 
1951 · 
1952 · 
1953 · 
1954 · 
1955 · 
1956 · 
1957 · 
1958 · 
1959 · 
1960 · 
1961 · 
1962 · 
1963 · 
1964 · 
1965 · 
1966 · 
1967 · 
1968 · 
1969 · 
1970 · 
1971 · 
1972 · 
1973 · 
1974 · 
1975 · 
1976 · 
1977 · 
1978 · 
1979 · 
1980 · 
1981 · 
1982 ·
1983 · 
1984 · 
1985 · 
1986 · 
1987 · 
1988 · 
1989 · 
1990 · 
1991 · 
1992 · 
1993 · 
1994 · 
1995 · 
1996 · 
1997 · 
1998 · 
1999 · 
2000 · 
2001 · 
2002 · 
2003 · 
2004 · 
2005 · 
2006 · 
2007 · 
2008 · 
2009 · 
2010 · 
2011 · 
2012 · 
2013 · 
2014 · 
2015 · 
2016 · 
2017 · 
2018 · 
2019 · 
2020 · 
2021 · 
2022 · 
2023 · 
2024 · 
2025